# Rennrodel-Weltmeisterschaften 2020
Die 49. Rennrodel-Weltmeisterschaften fanden vom 14. bis 16. Februar 2020 im Sliding Center Sanki in Krasnaja Poljana in der Nähe von Sotschi, Russland statt. Die von der Fédération Internationale de Luge de Course organisierten interkontinentalen Titelkämpfe finden zum ersten Mal in der Olympiastadt von 2014 statt. Es sind Wettbewerbe in den Einsitzern für Männer und Frauen, dem Doppelsitzer, der Disziplin der Teamstaffel sowie im Sprint der Einsitzer für Männer, Frauen und Doppelsitzer geplant. Abgesehen von der Teamstaffel und den Sprintwettbewerben sind für die Rennen jeweils zwei Entscheidungsläufe vorgesehen.

## Vergabe

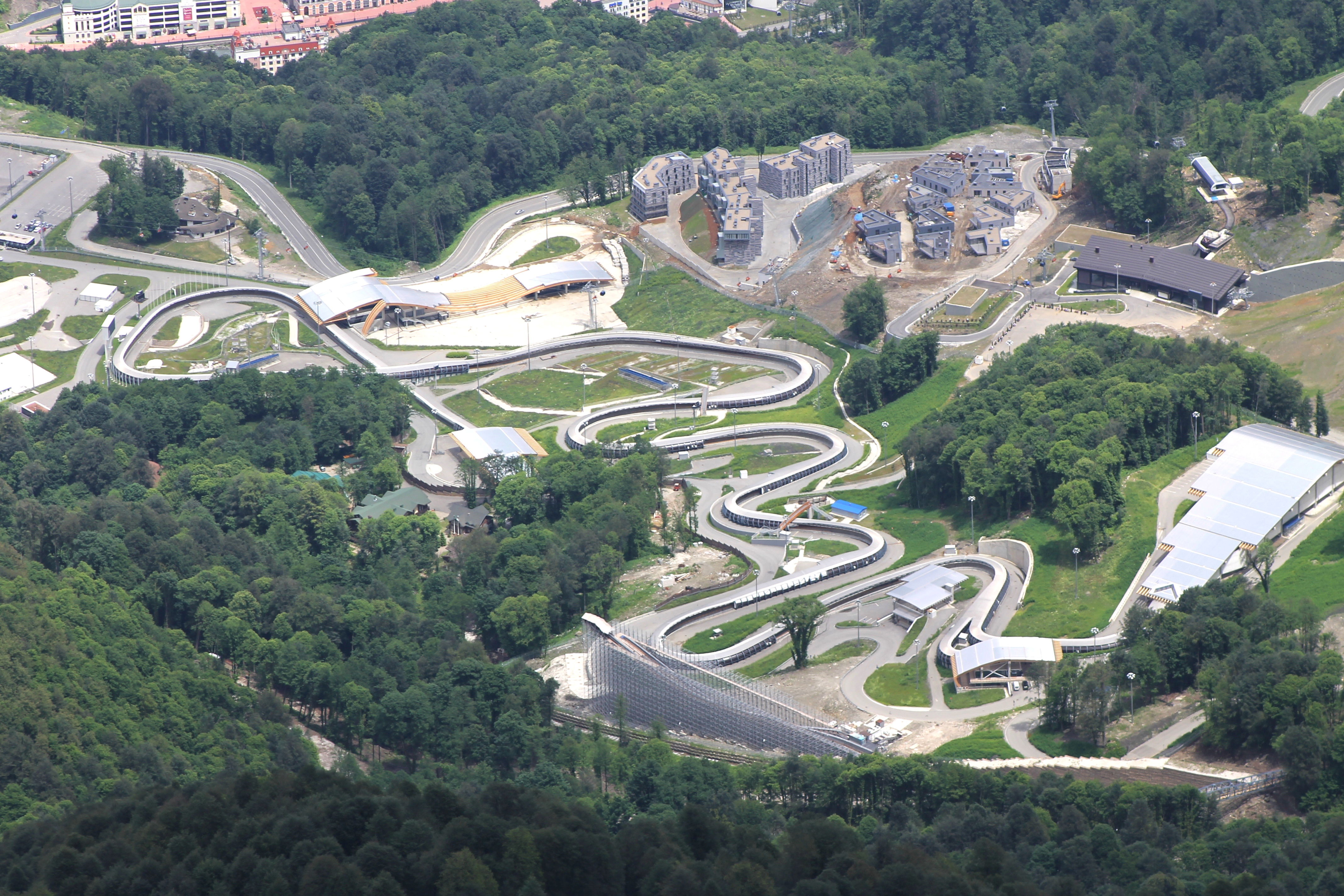
Sliding Center Sanki

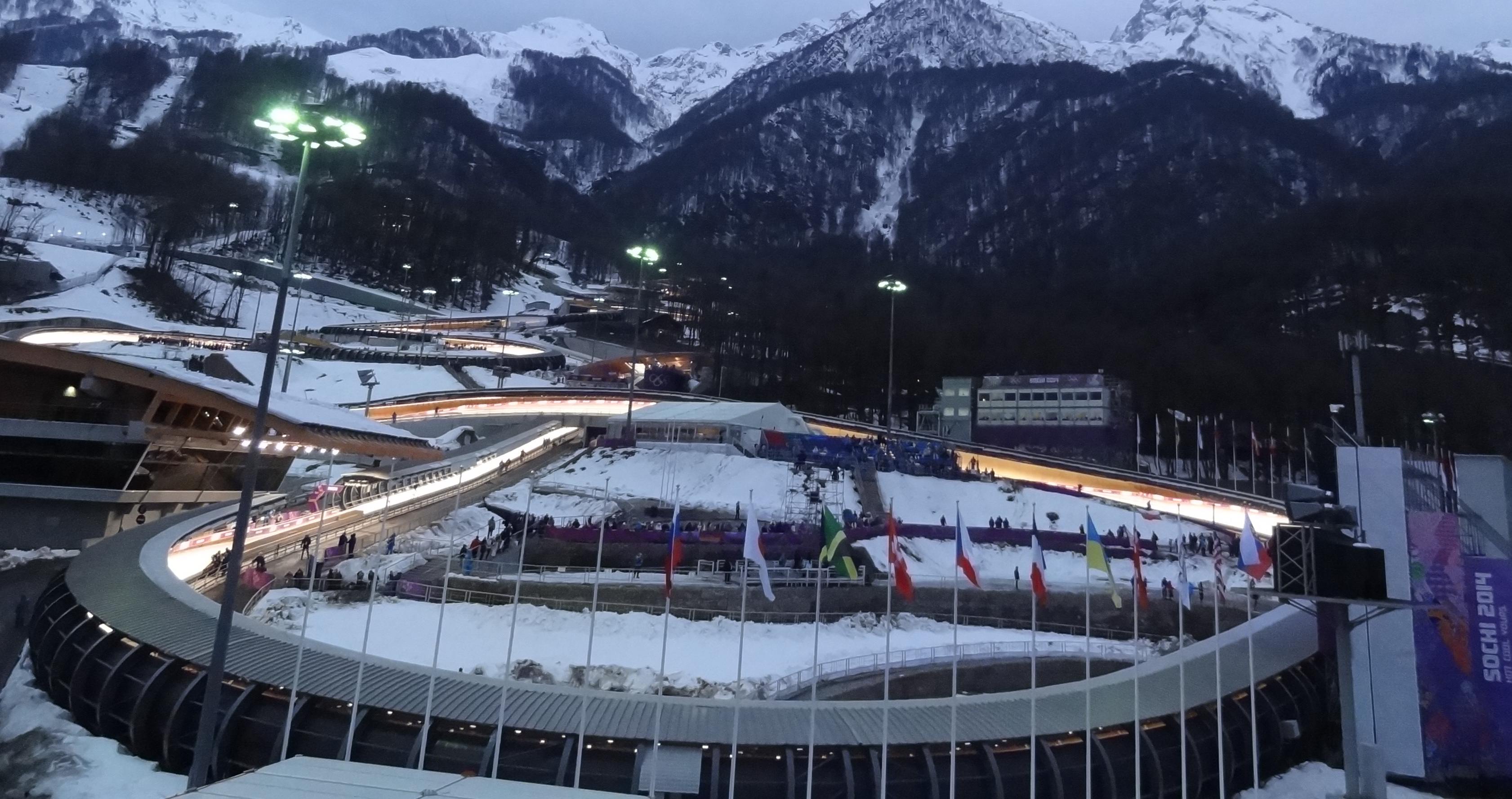
Sliding Center Sanki während der Olympischen Winterspiele 2014

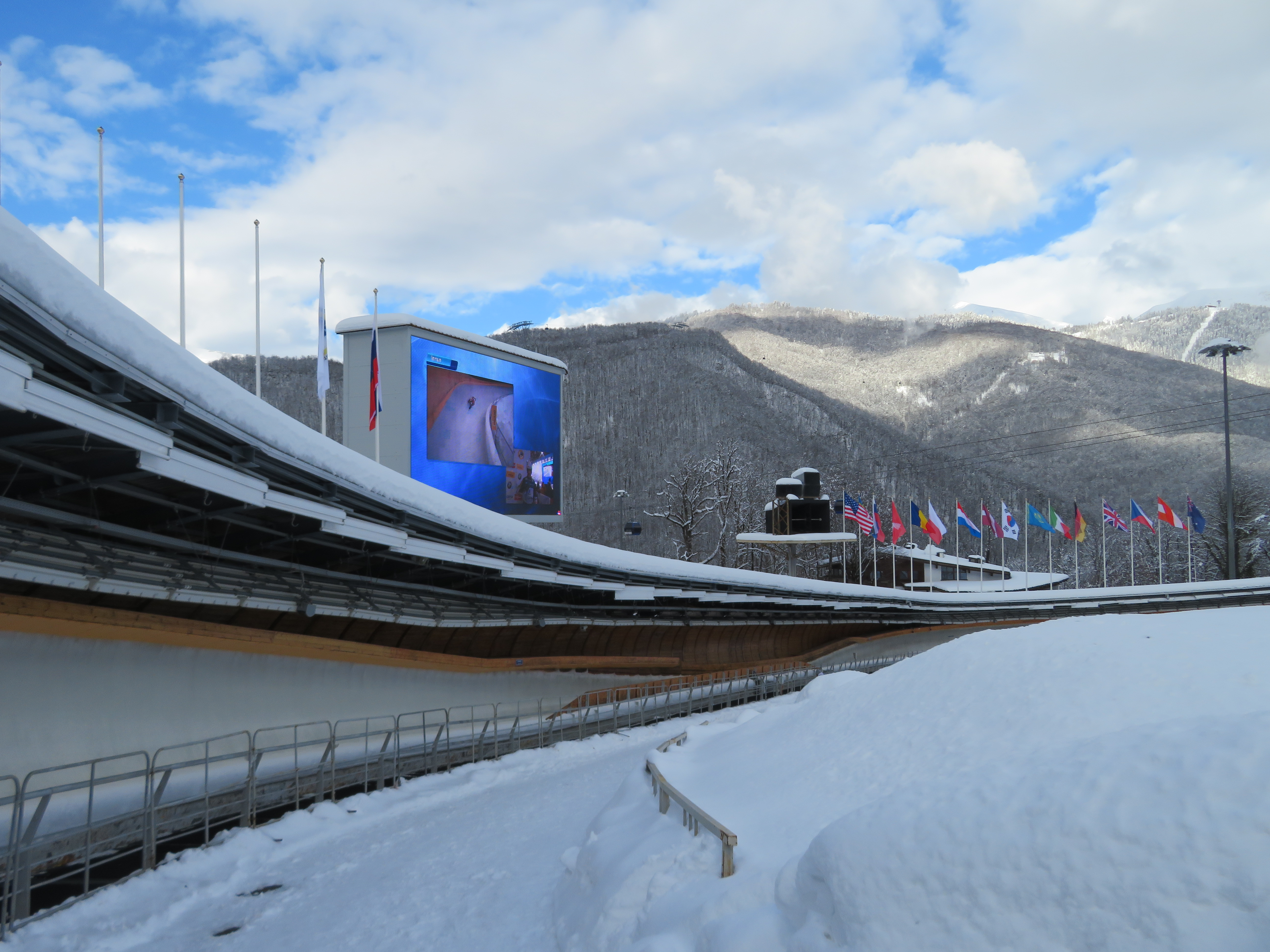
Sliding Center Sanki während der Weltmeisterschaften

Sotschi hatte sich bereits um die Austragung der Rennrodel-Weltmeisterschaften 2019 beworben. Bei der Abstimmung auf dem 63. Jahrkongress der Fédération Internationale de Luge de Course unterlag die russische Bewerbung jedoch im zweiten Wahlgang der deutschen Veltins-Eisarena in Winterberg mit 15:23 Stimmen.
Das in Krasnaja Poljana gelegene Sliding Center Sanki war bereits Austragungsort der Olympischen Winterspiele 2014, der Rennrodel-Europameisterschaften 2015 sowie für die Bob- und Skeletonweltmeisterschaft 2017 vorgesehen. Aufgrund der Erkenntnisse des am 9. Dezember 2016 veröffentlichten McLaren-Reports zum systematischen Doping in Russland entzog der Weltverband International Bobsleigh & Skeleton Federation (IBSF) am 13. Dezember 2016 dem Land aber die Austragung beider Veranstaltungen und vergab sie anschließend an die Kunsteisbahn Königssee in Deutschland.
Bei der erneuten Bewerbung um die Rennrodel-Weltmeisterschaften gab es keinen Gegenkandidaten, weshalb der Weltverband FIL auf seinem 64. Jahreskongress im Juni 2016 in Lake Placid die Vergabe der Weltmeisterschaften an Sotschi beschloss.

## Titelverteidiger
Bei den vergangenen Weltmeisterschaften 2019 in der Veltins-Eisarena siegten Natalie Geisenberger im Frauen-Einsitzer, Felix Loch im Männer-Einsitzer sowie das Doppelsitzerpaar Toni Eggert und Sascha Benecken.

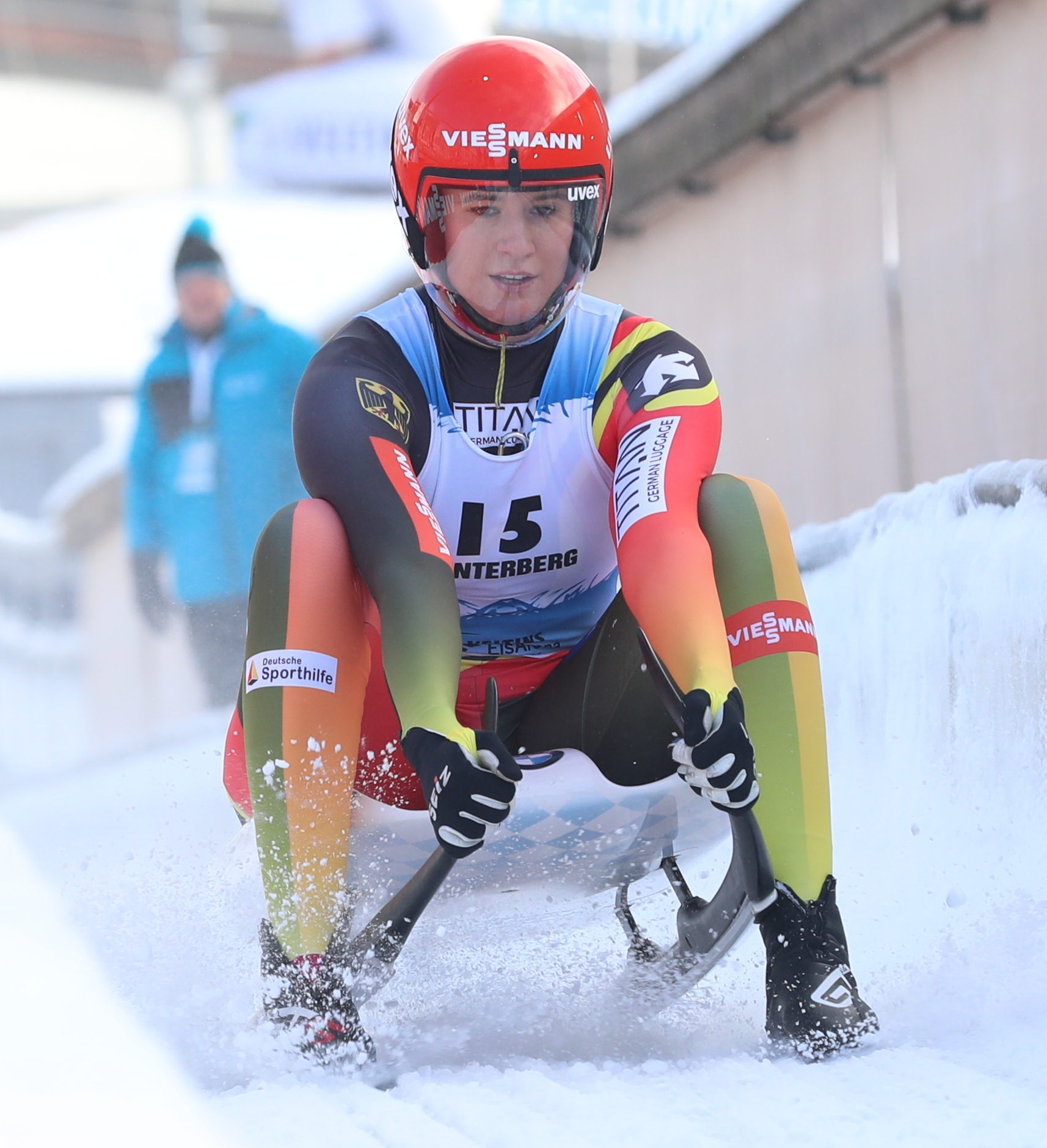
Natalie Geisenberger
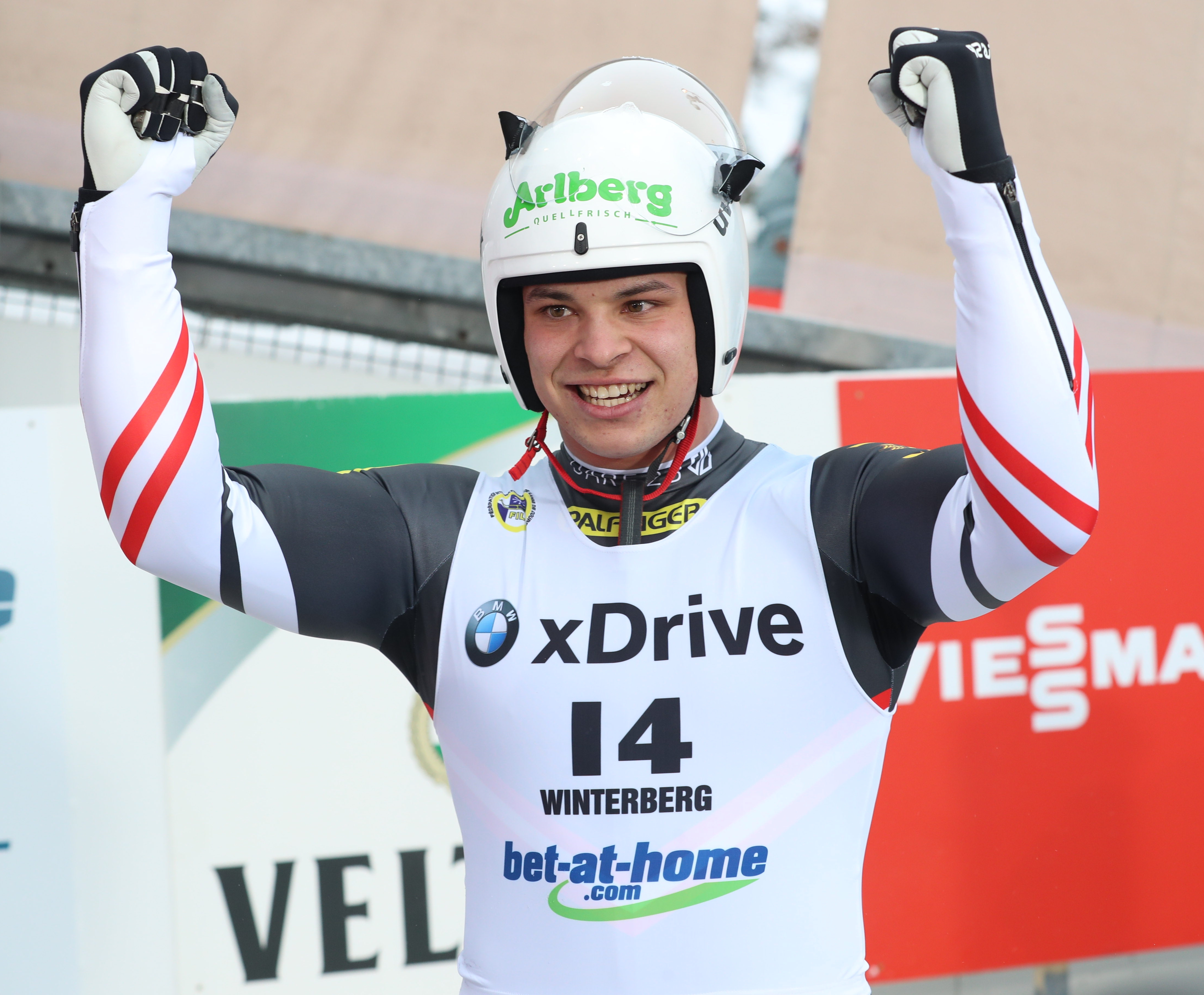
Felix Loch
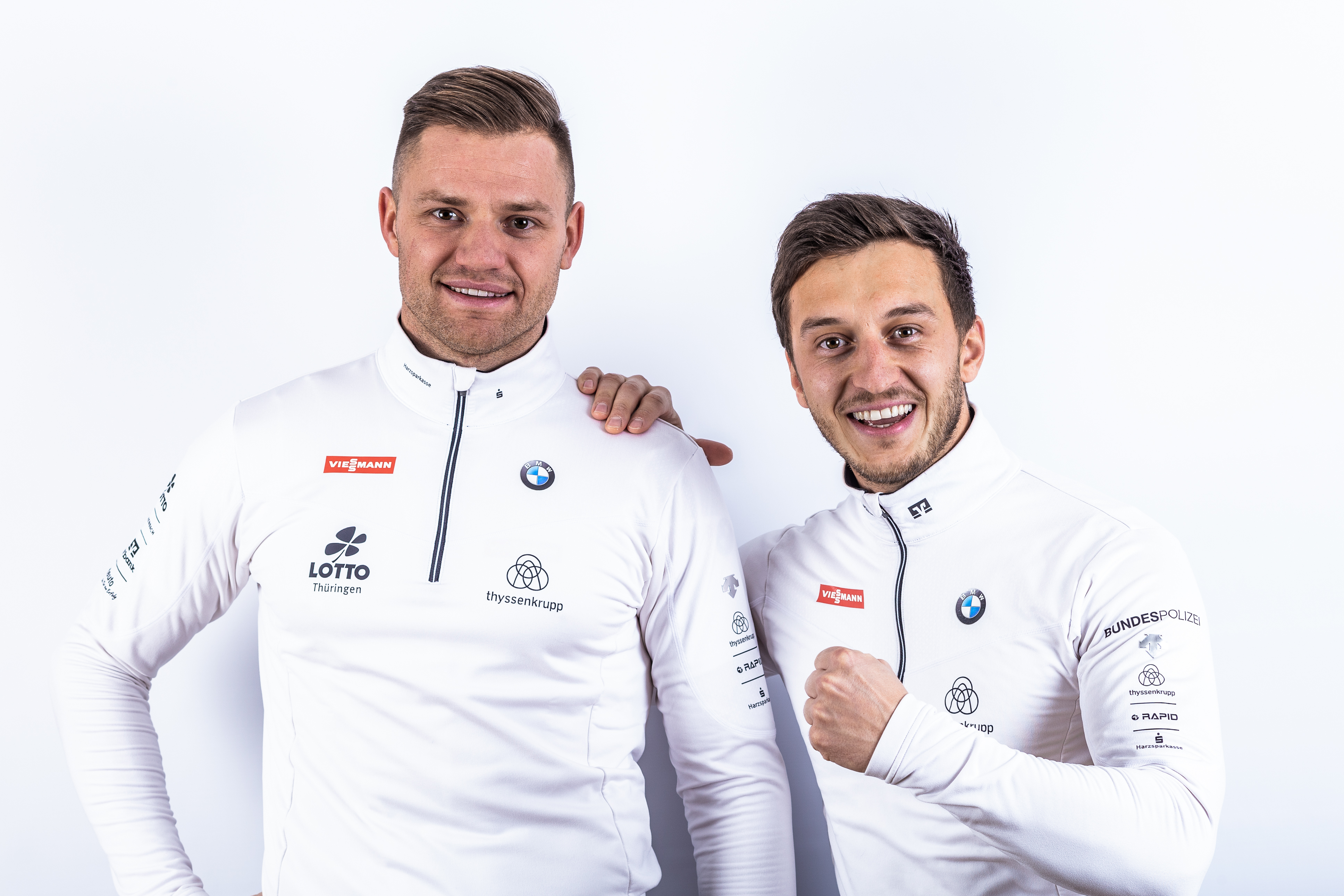
Toni Eggert und Sascha Benecken

In den Sprintwettbewerben siegten bei den vorangegangenen Weltmeisterschaften auf der deutschen Bahn Natalie Geisenberger im Einsitzer der Frauen, Jonas Müller im Einsitzer der Männer sowie Toni Eggert und Sascha Benecken im Doppelsitzerrennen. Natalie Geisenberger unterbrach ihre aktive Karriere zu Beginn der Saison 2019/20 aufgrund einer Schwangerschaft und tritt somit als einzige Titelverteidigerin nicht zur Verteidigung ihrer Weltmeistertitels an.

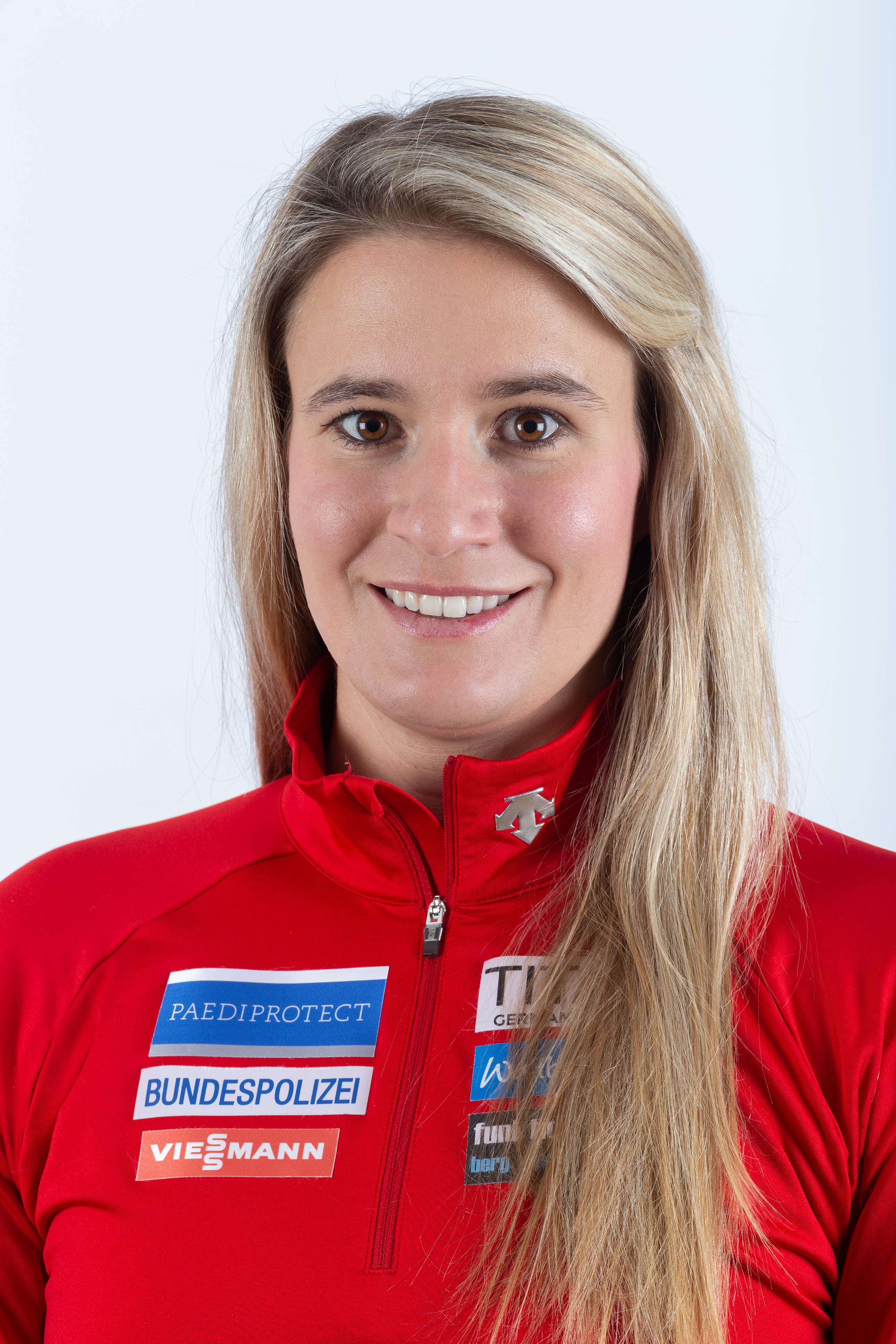
Natalie Geisenberger
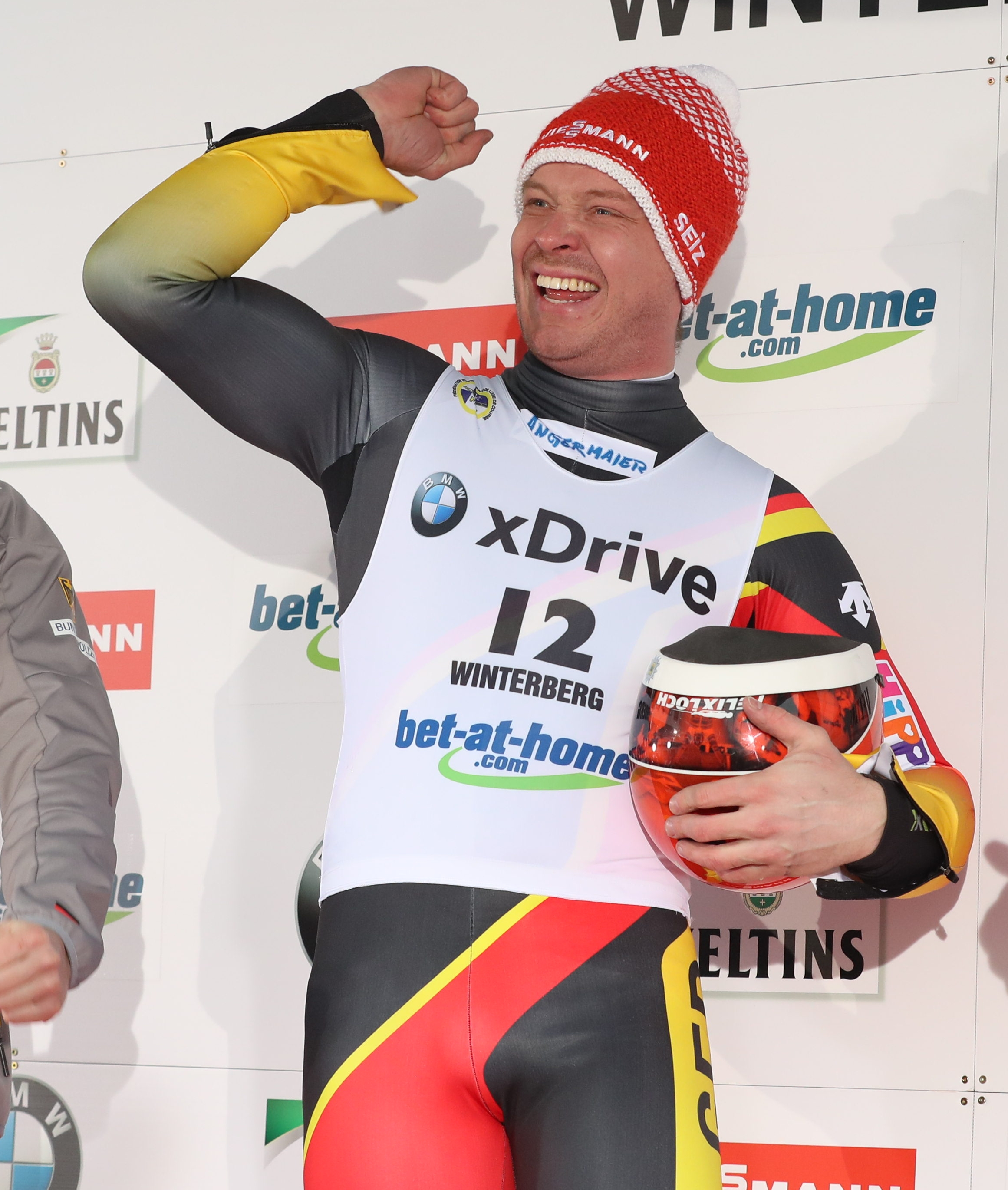
Jonas Müller
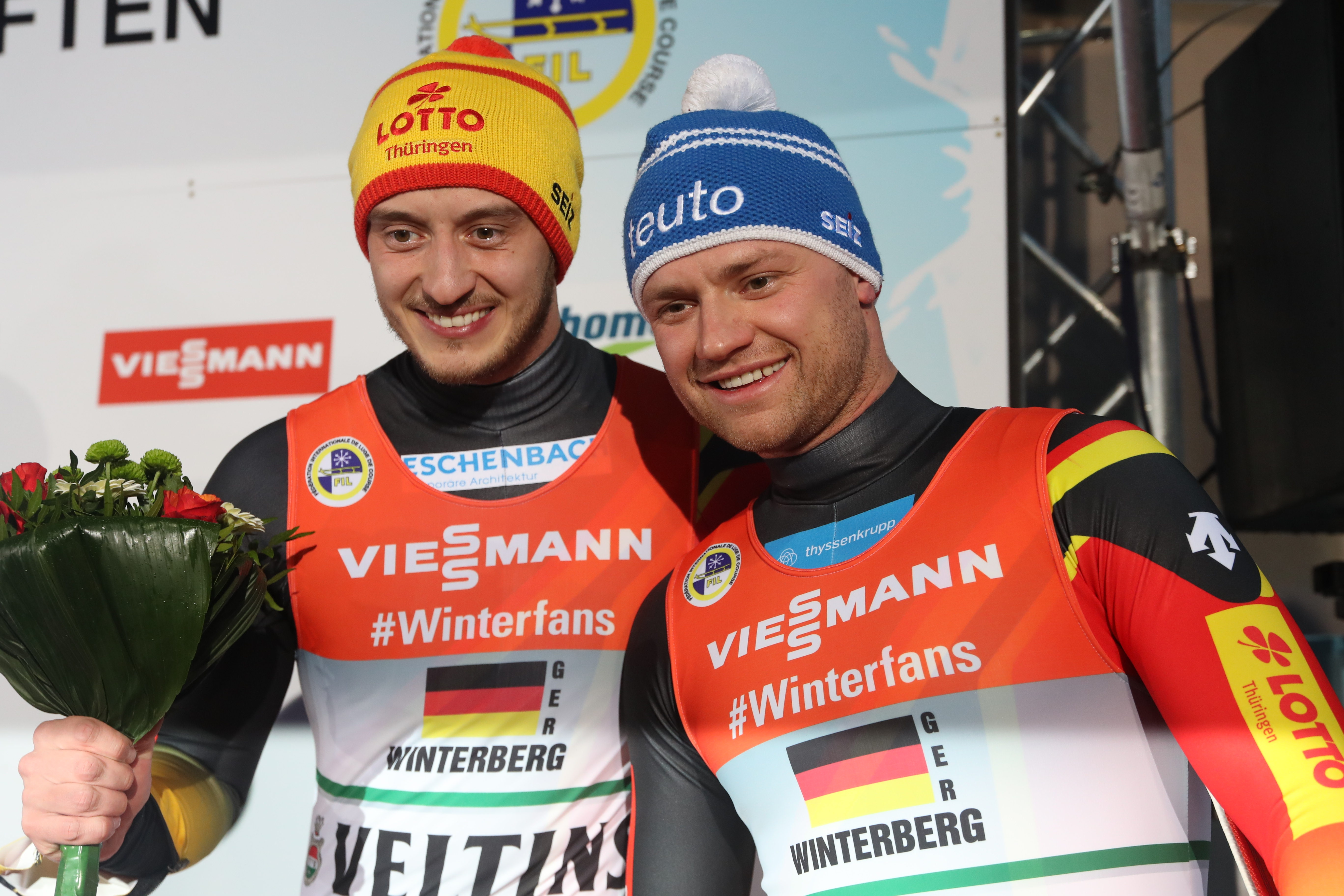
Toni Eggert und Sascha Benecken

Im Teamstaffelwettbewerb siegte Russland in der Besetzung Tatjana Iwanowna Iwanowa, Semjon Alexandrowitsch Pawlitschenko und Wladislaw Gennadjewitsch Juschakow/Juri Wadimowitsch Prochorow.

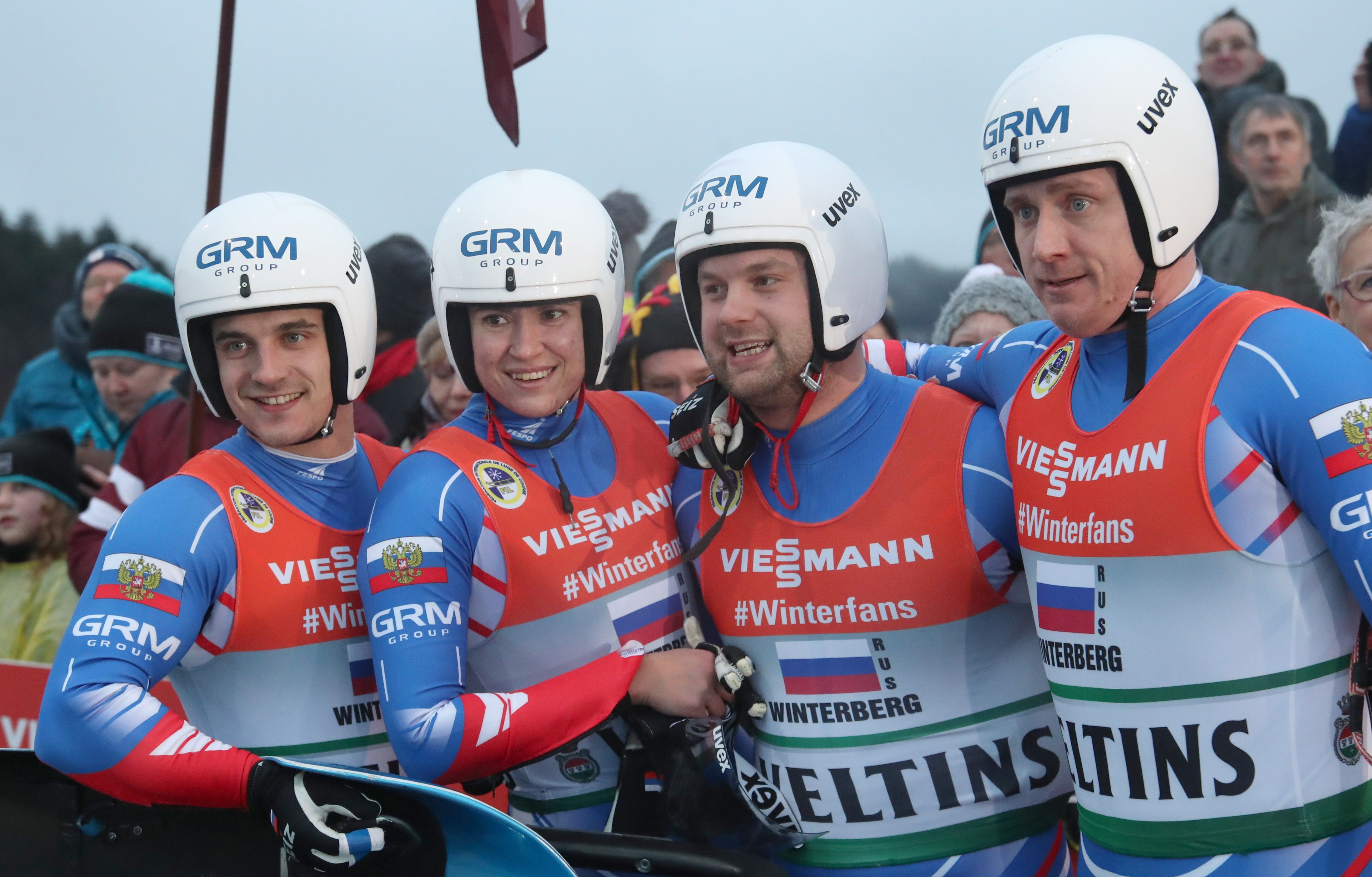
Teamstaffel Russland
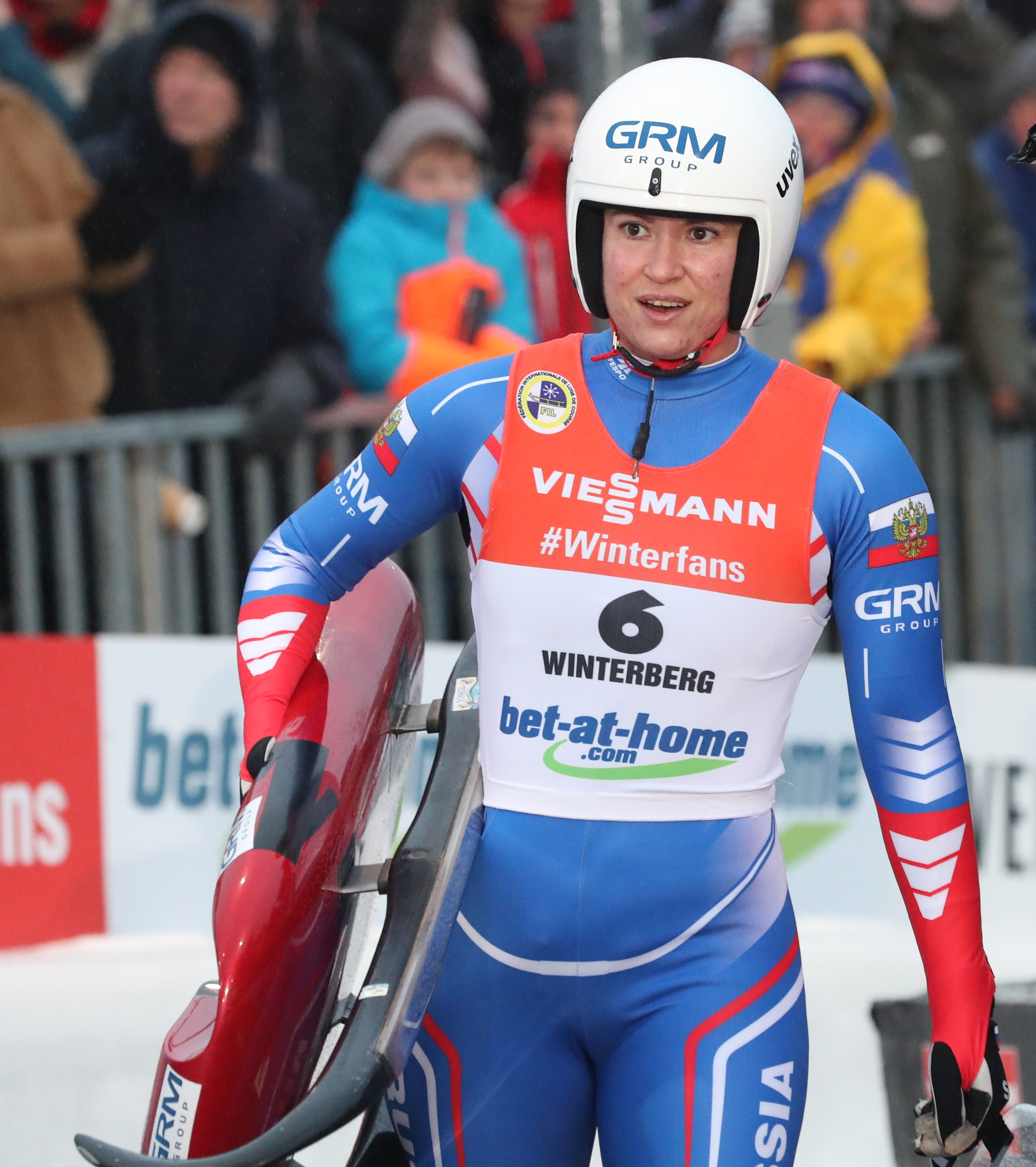
Tatjana Iwanowna Iwanowa
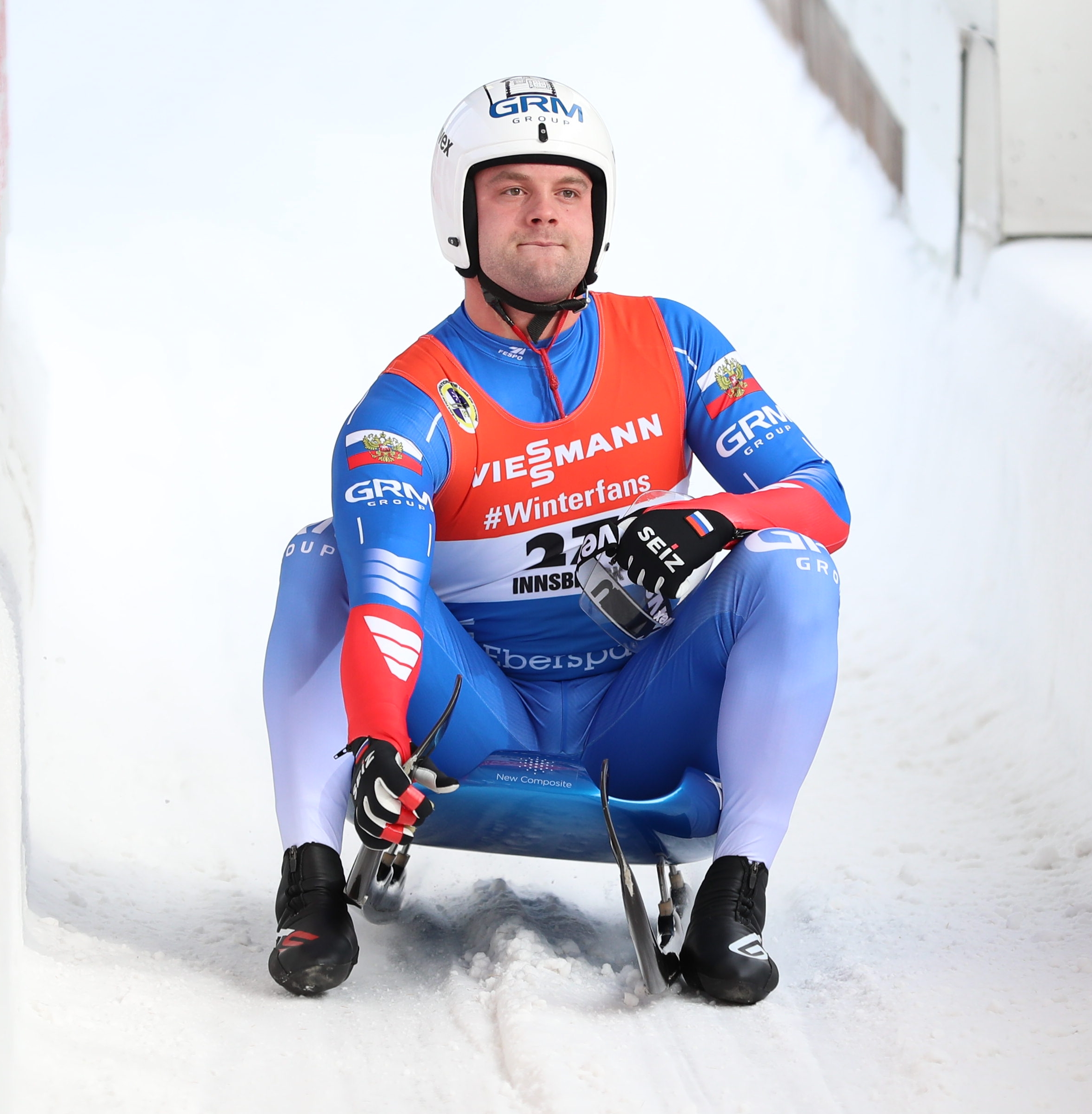
Semjon Alexandrowitsch Pawlitschenko
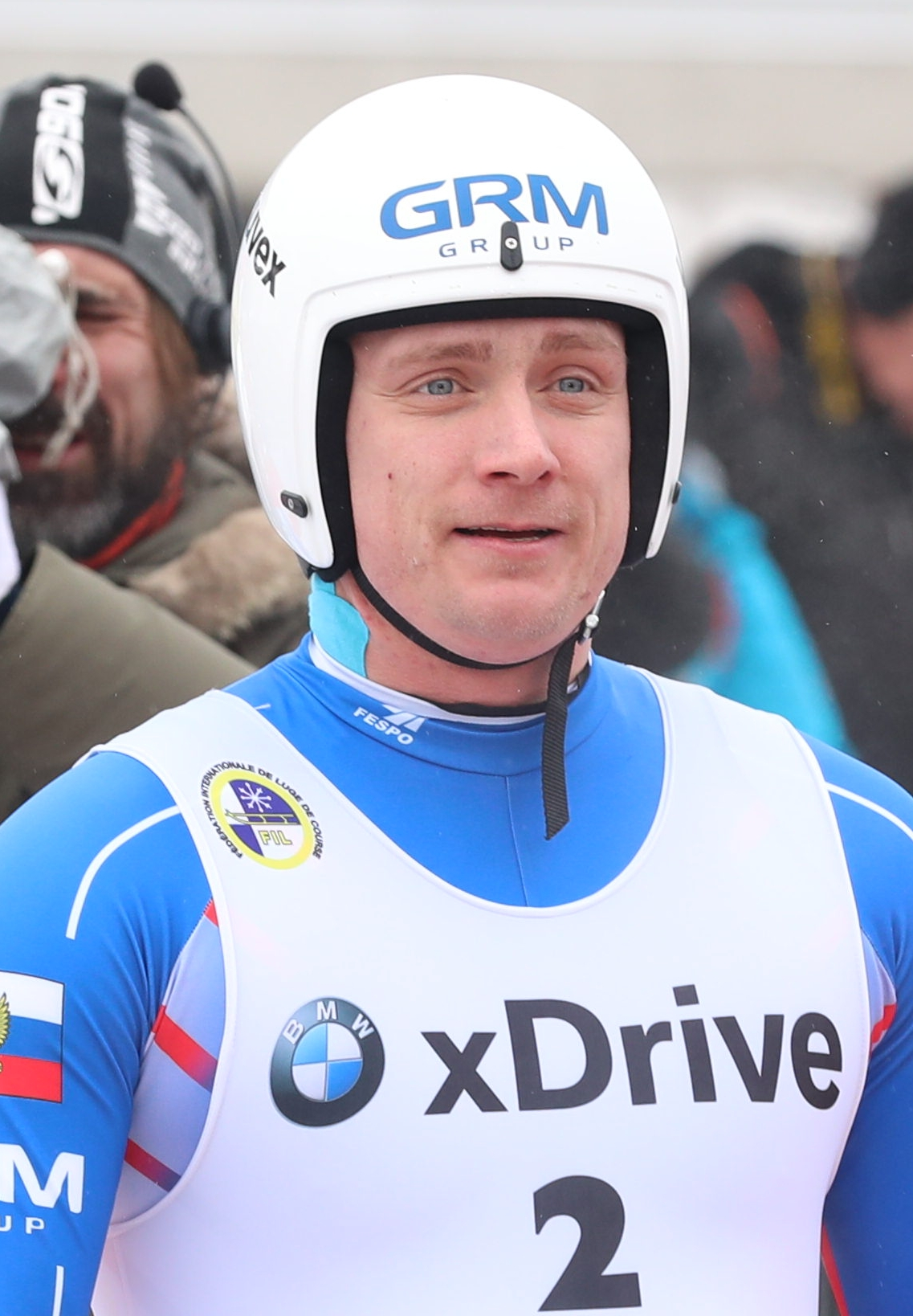
Wladislaw Gennadjewitsch Juschakow
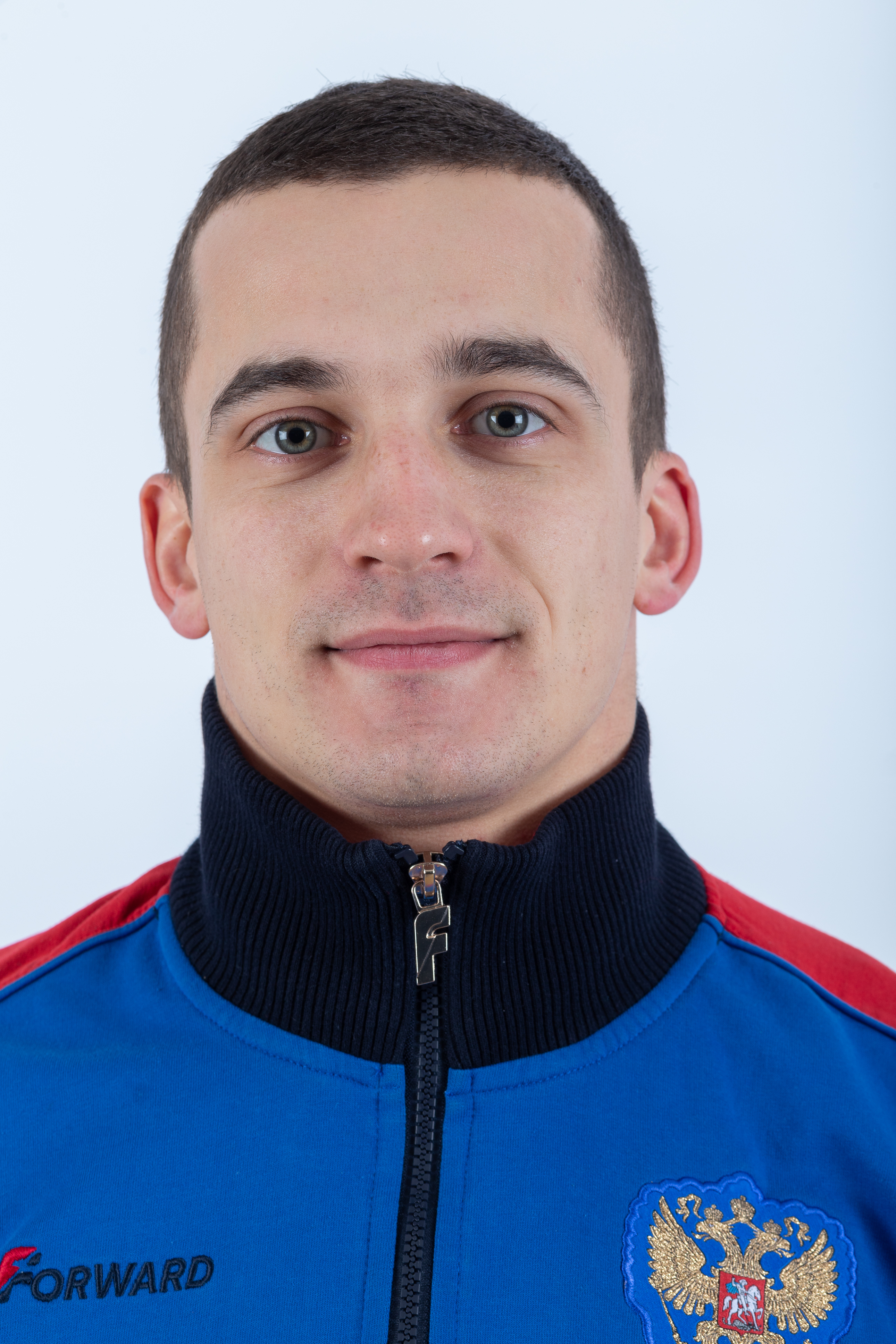
Juri Wadimowitsch Prochorow

## Teilnehmende Nationen
| - Deutschland - Italien - Lettland - Niederlande - Polen | - Rumänien - Russland - Schweden - Schweiz | - Slowakei - Tschechien - Vereinigtes Königreich - Österreich |

| - Kasachstan | - Südkorea |  |

| - Vereinigte Staaten |

| - Australien |

## Ergebnisse

### Sprintwertungen
Für die Weltmeisterschaftswertunsgrennen im Sprintwettbewerb qualifizierten sich nur die 15 besten Starterinnen bzw. Starter der Qualifikationsrennen, die unmittelbar vor den Wertungsrennen stattfanden.

#### Sprint der Frauen

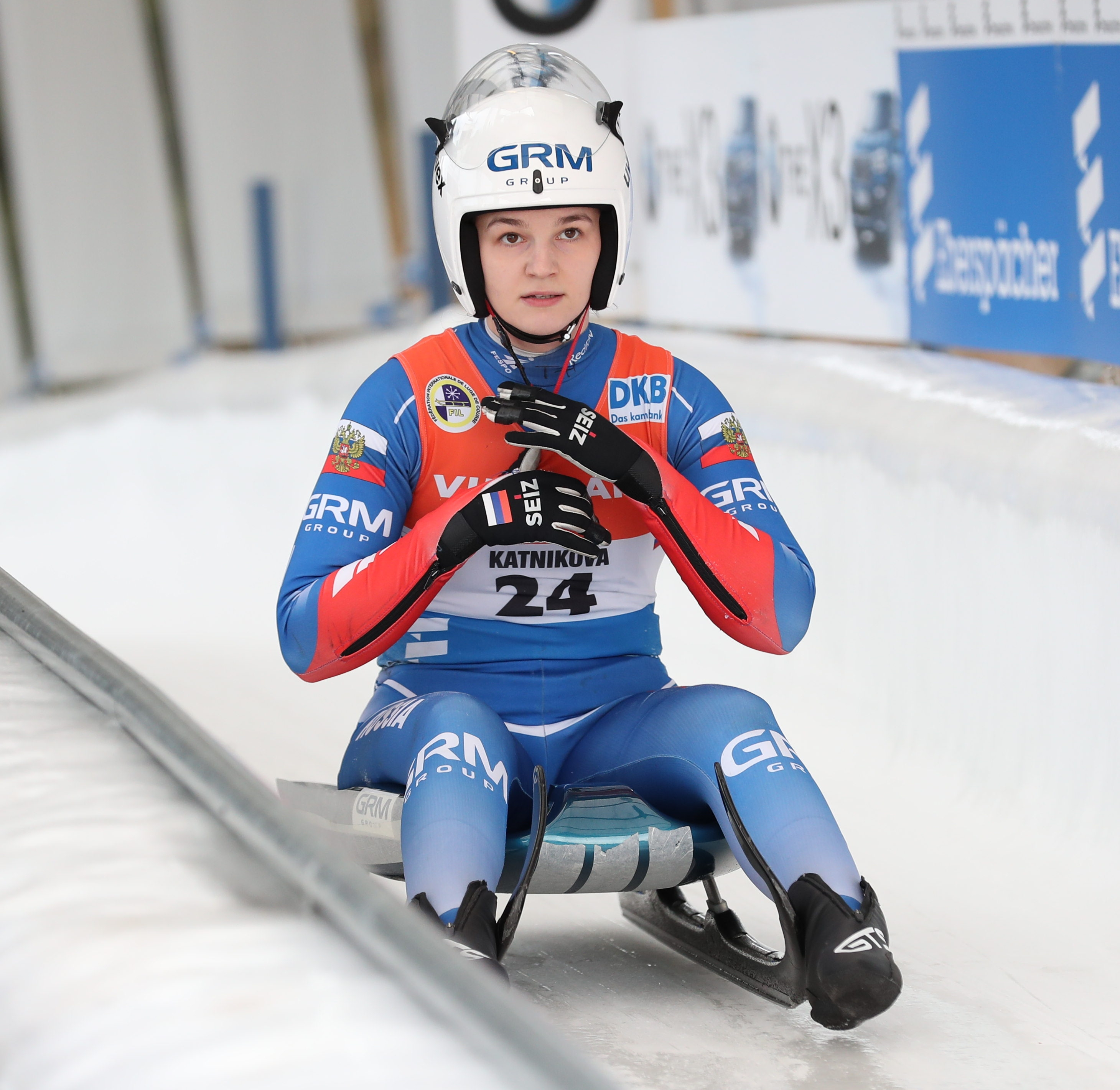
Jekaterina Nikolajewna Katnikowa, Sprintweltmeisterin der Frauen

| Platz | Sportlerin            | Endzeit  |
| ----- | --------------------- | -------- |
| 1     | Jekaterina Katnikowa  | 31,105 s |
| 2     | Tatjana Iwanowa       | 31,113 s |
| 3     | Elīza Cauce           | 31,142 s |
| 4     | Julia Taubitz         | 31,159 s |
| 5     | Wiktorija Demtschenko | 31,173 s |
| 6     | Kendija Aparjode      | 31,262 s |
| 7     | Summer Britcher       | 31,281 s |
| 8     | Olessja Michailenko   | 31,287 s |
| 9     | Anna Berreiter        | 31,292 s |
| 10    | Cheyenne Rosenthal    | 31,394 s |
| 11    | Ulla Zirne            | 31,418 s |
| 12    | Ashley Farquharson    | 31,476 s |
| 13    | Verena Hofer          | 31,505 s |
| 14    | Natalie Maag          | 31,569 s |
| 15    | Madeleine Egle        | 32,410 s |

#### Sprint der Männer

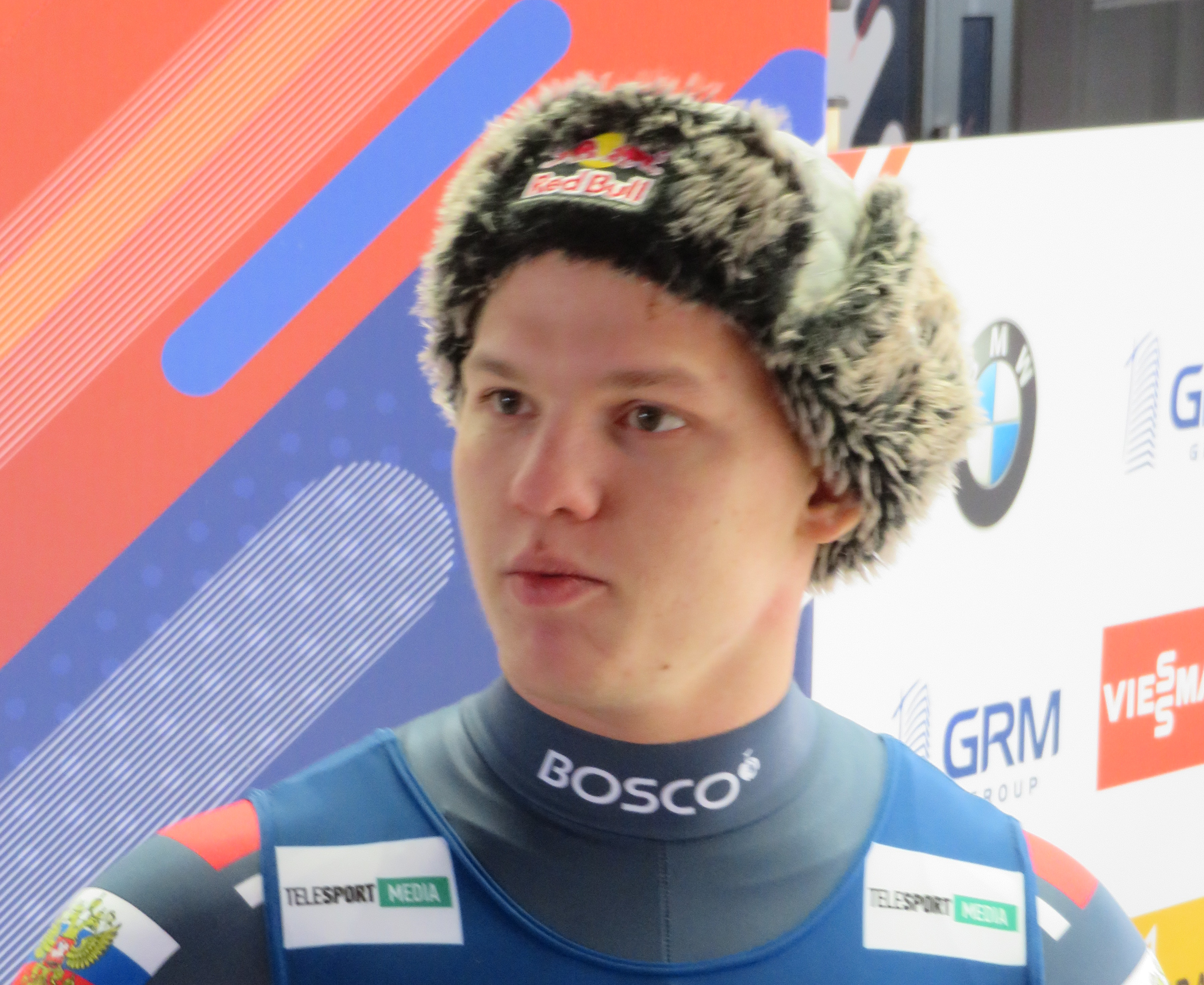
Roman Repilow, Sprintweltmeister der Männer

| Platz | Sportler                | Endzeit  |
| ----- | ----------------------- | -------- |
| 1     | Roman Repilow           | 34,901 s |
| 2     | David Gleirscher        | 34,907 s |
| 3     | Dominik Fischnaller     | 34,959 s |
| 4     | Alexander Gorbazewitsch | 34,970 s |
| 5     | Jonas Müller            | 34,988 s |
| 6     | Maxim Arawin            | 34,994 s |
| 7     | Kristers Aparjods       | 35,025 s |
| 8     | Wolfgang Kindl          | 35,047 s |
| 9     | Reinhard Egger          | 35,047 s |
| 10    | Jozef Ninis             | 35,087 s |
| 11    | Semjon Pawlitschenko    | 35,091 s |
| 12    | Kevin Fischnaller       | 35,168 s |
| 13    | Felix Loch              | 35,223 s |
| 14    | Sebastian Bley          | 35,255 s |
| 15    | Riks Rozītis            | 35,764 s |

#### Sprint der Doppelsitzer

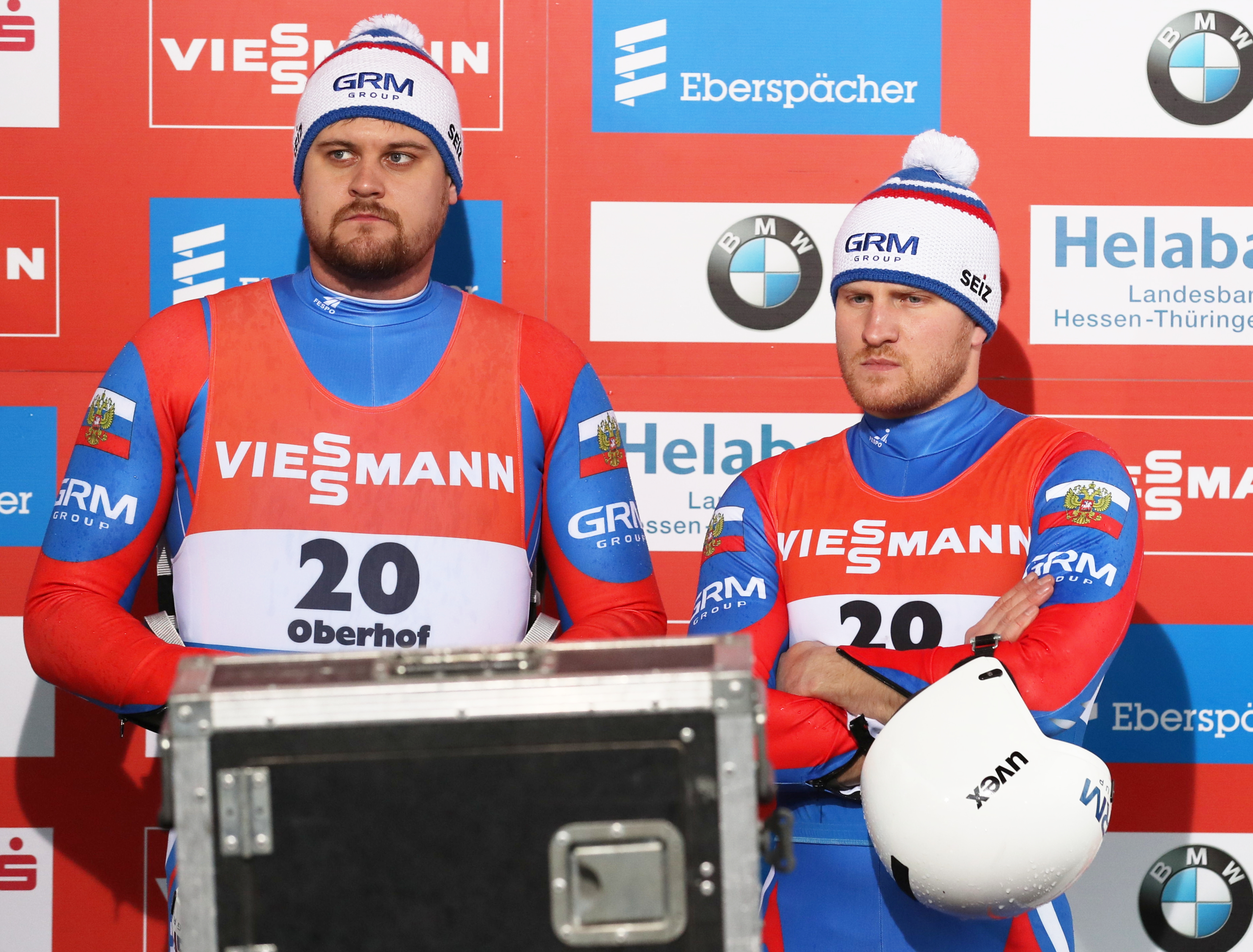
Alexander Denissjew und Wladislaw Antonow, Sprintweltmeister der Doppelsitzer

| Platz | Sportler                                | Endzeit  |
| ----- | --------------------------------------- | -------- |
| 1     | Alexander Denissjew/Wladislaw Antonow   | 31,281 s |
| 2     | Emanuel Rieder/Simon Kainzwaldner       | 31,326 s |
| 3     | Tobias Wendl/Tobias Arlt                | 31,362 s |
| 4     | Toni Eggert/Sascha Benecken             | 31,363 s |
| 5     | Wsewolod Kaschkin/Konstantin Korschunow | 31,365 s |
| 6     | Wladislaw Juschakow/Juri Prochorow      | 31,374 s |
| 7     | Andris Šics/Juris Šics                  | 31,404 s |
| 8     | Yannick Müller/Armin Frauscher          | 31,447 s |
| 9     | Christopher Mazdzer/Jayson Terdiman     | 31,534 s |
| 10    | Wojciech Chmielewski/Jakub Kowalewski   | 31,880 s |
| 11    | Ludwig Rieder/Patrick Rastner           | 31,889 s |
| 12    | Robin Geueke/David Gamm                 | 32,158 s |
| 13    | Kristens Putins/Imants Marcinkēvičs     | 32,221 s |
| 14    | Oskars Gudramovičs/Pēteris Kalniņš      | 32,231 s |
| 15    | Ivan Nagler/Fabian Malleier             | 32,949 s |

### Einsitzer der Frauen

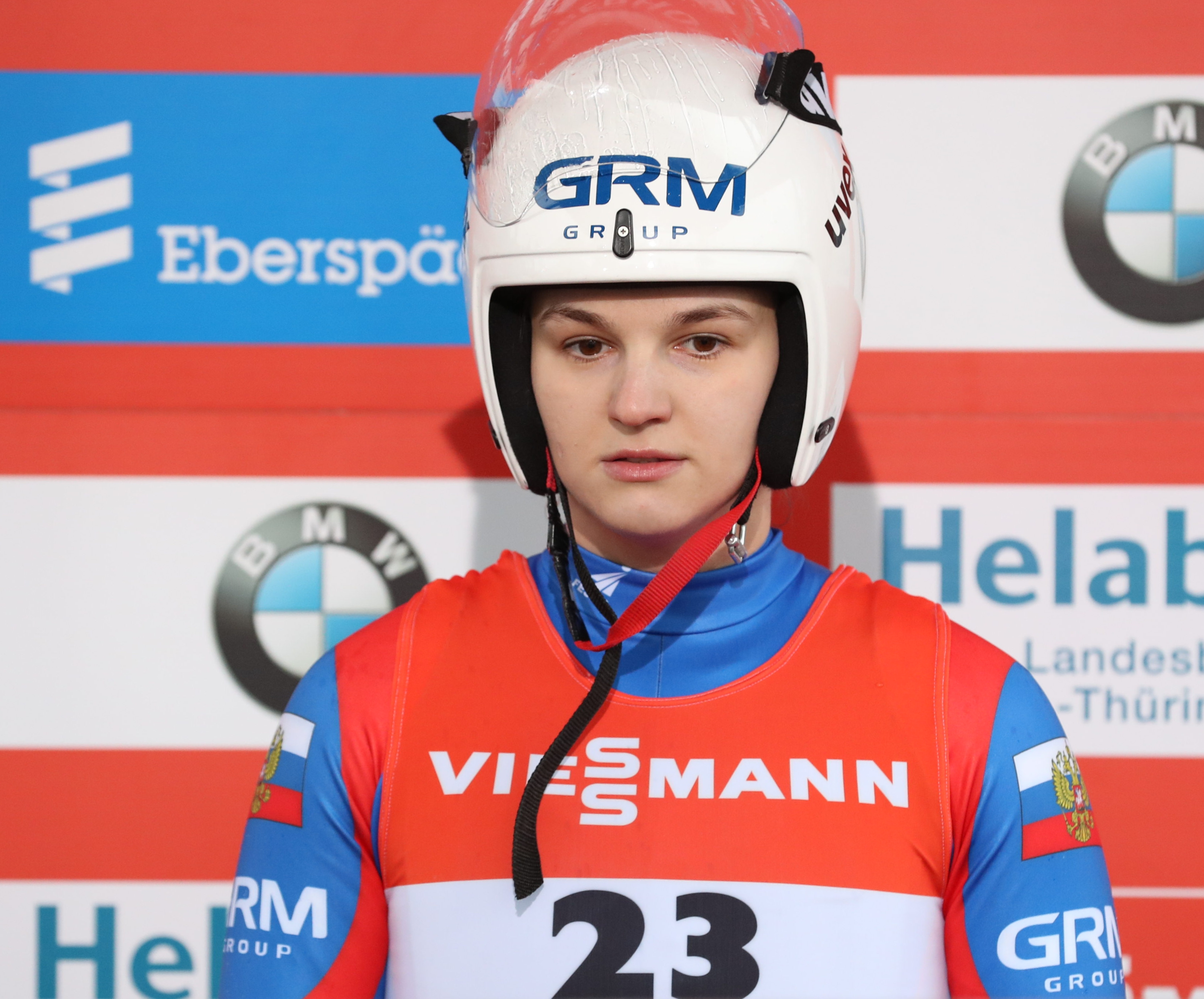
Jekaterina Katnikowa, Weltmeisterin im Einsitzer der Frauen

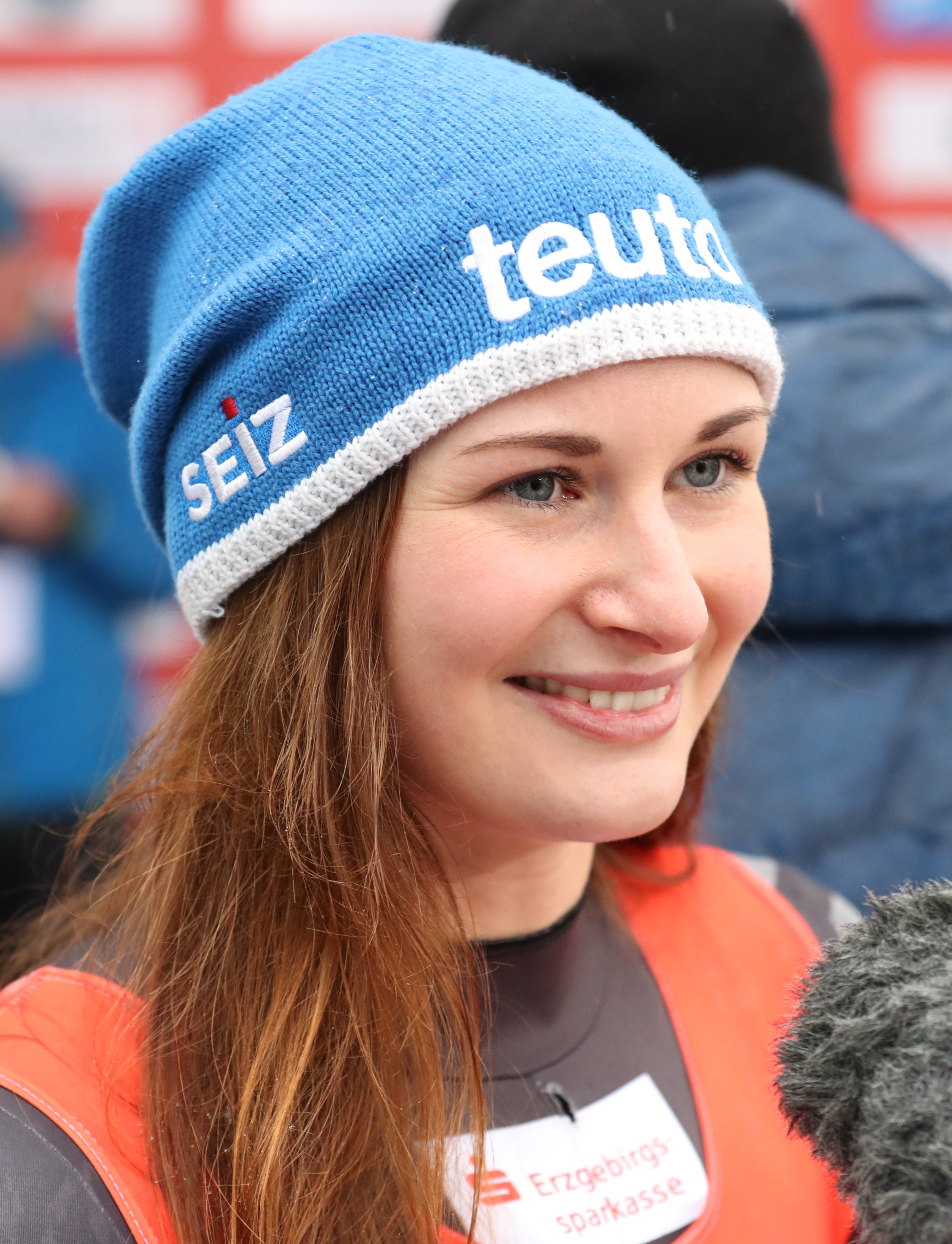
Julia Taubitz, Vizeweltmeisterin im Einsitzer der Frauen

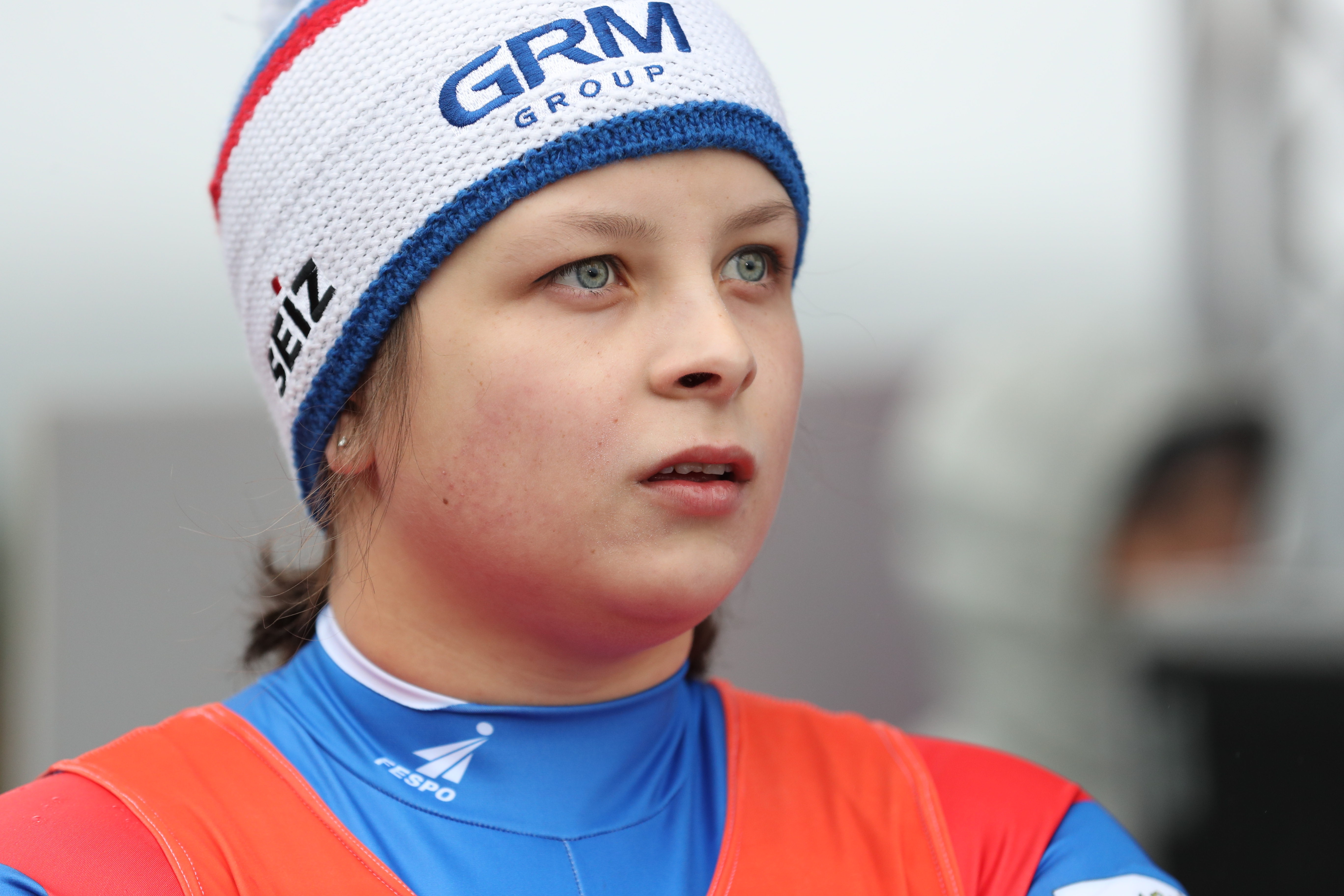
Wiktorija Demtschenko, Bronzemedaillengewinnerin im Einsitzer der Frauen

| Platz | Sportler              | 1. Lauf       | 2. Lauf                                  | Gesamtzeit                               | Differenz                                |                                          |
| ----- | --------------------- | ------------- | ---------------------------------------- | ---------------------------------------- | ---------------------------------------- | ---------------------------------------- |
| 1     | Jekaterina Katnikowa  | 49,755 s (1)  | 49,643 s (2)                             | 1:39,398 Minuten                         |                                          |                                          |
| 2     | Julia Taubitz         | 49,891 s (4)  | 49,601 s (1)                             | 1:39,492 Minuten                         | +0,094 s                                 |                                          |
| 3     | Wiktorija Demtschenko | 49,828 s (2)  | 49,709 s (4)                             | 1:39,537 Minuten                         | +0,139 s                                 |                                          |
| 4     | Kendija Aparjode      | 49,955 s (6)  | 49,871 s (5)                             | 1:39,826 Minuten                         | +0,428 s                                 |                                          |
| 5     | Tatjana Iwanowa       | 50,172 s (13) | 49,665 s (3)                             | 1:39,837 Minuten                         | +0,439 s                                 |                                          |
| 6     | Anna Berreiter        | 49,920 s (5)  | 49,958 s (8)                             | 1:39,878 Minuten                         | +0,480 s                                 |                                          |
| 7     | Summer Britcher       | 50,022 s (8)  | 49,943 s (7)                             | 1:39,965 Minuten                         | +0,567 s                                 |                                          |
| 8     | Cheyenne Rosenthal    | 50,079 s (11) | 49,966 s (9)                             | 1:40,045 Minuten                         | +0,647 s                                 |                                          |
| 9     | Ulla Zirne            | 50,073 s (10) | 49,984 s (10)                            | 1:40,057 Minuten                         | +0,659 s                                 |                                          |
| 10    | Andrea Vötter         | 50,008 s (7)  | 50,053 s (11)                            | 1:40,061 Minuten                         | +0,663 s                                 |                                          |
| 11    | Madeleine Egle        | 50,043 s (8)  | 50,088 s (12)                            | 1:40,131 Minuten                         | +0,733 s                                 |                                          |
| 12    | Ashley Farquharson    | 50,202 s (14) | 49,934 s (6)                             | 1:40,136 Minuten                         | +0,738 s                                 |                                          |
| 13    | Natalie Maag          | 50,170 s (12) | 50,188 s (15)                            | 1:40,358 Minuten                         | +0,960 s                                 |                                          |
| 14    | Elīza Cauce           | 49,841 s (3)  | 50,616 s (18)                            | 1:40,457 Minuten                         | +1,059 s                                 |                                          |
| 15    | Verena Hofer          | 50,383 s (16) | 50,181 s (13)                            | 1:40,564 Minuten                         | +1,166 s                                 |                                          |
| 16    | Lisa Schulte          | 50,370 s (15) | 50,195 s (16)                            | 1:40,565 Minuten                         | +1,167 s                                 |                                          |
| 17    | Brittney Arndt        | 50,412 s (17) | 50,184 s (14)                            | 1:40,596 Minuten                         | +1,198 s                                 |                                          |
| 18    | Marion Oberhofer      | 50,436 s (18) | 50,222 s (17)                            | 1:40,658 Minuten                         | +1,260 s                                 |                                          |
| 19    | Nina Zöggeler         | 50,730 s (20) | 50,688 s (19)                            | 1:41,418 Minuten                         | +2,020 s                                 |                                          |
| 20    | Raluca Strămăturaru   | 50,641 s (19) | 50,943 s (20)                            | 1:41,584 Minuten                         | +2,186 s                                 |                                          |
| 21    | Aileen Frisch         | 50,803 s (21) | Nicht für den zweiten Lauf qualifiziert. | Nicht für den zweiten Lauf qualifiziert. | Nicht für den zweiten Lauf qualifiziert. | Nicht für den zweiten Lauf qualifiziert. |
| 22    | Klaudia Domaradzka    | 50,843 s (22) | Nicht für den zweiten Lauf qualifiziert. | Nicht für den zweiten Lauf qualifiziert. | Nicht für den zweiten Lauf qualifiziert. | Nicht für den zweiten Lauf qualifiziert. |
| 23    | Michaela Maršíková    | 58,352 s (23) | Nicht für den zweiten Lauf qualifiziert. | Nicht für den zweiten Lauf qualifiziert. | Nicht für den zweiten Lauf qualifiziert. | Nicht für den zweiten Lauf qualifiziert. |
| 24    | Jung Hye-sun          | 51,239 s (24) | Nicht für den zweiten Lauf qualifiziert. | Nicht für den zweiten Lauf qualifiziert. | Nicht für den zweiten Lauf qualifiziert. | Nicht für den zweiten Lauf qualifiziert. |
| 25    | Tatiana Salnikova     | 51,252 s (25) | Nicht für den zweiten Lauf qualifiziert. | Nicht für den zweiten Lauf qualifiziert. | Nicht für den zweiten Lauf qualifiziert. | Nicht für den zweiten Lauf qualifiziert. |
| 26    | Dania Obratov         | 52,595 s (26) | Nicht für den zweiten Lauf qualifiziert. | Nicht für den zweiten Lauf qualifiziert. | Nicht für den zweiten Lauf qualifiziert. | Nicht für den zweiten Lauf qualifiziert. |
| 27    | Daria Obratov         | 53,187 s (27) | Nicht für den zweiten Lauf qualifiziert. | Nicht für den zweiten Lauf qualifiziert. | Nicht für den zweiten Lauf qualifiziert. | Nicht für den zweiten Lauf qualifiziert. |
| 28    | Olessja Michailenko   | 57,041 s (28) | Nicht für den zweiten Lauf qualifiziert. | Nicht für den zweiten Lauf qualifiziert. | Nicht für den zweiten Lauf qualifiziert. | Nicht für den zweiten Lauf qualifiziert. |
| DNF   | Katarína Šimoňáková   |               |                                          |                                          |                                          |                                          |

### Einsitzer der Männer

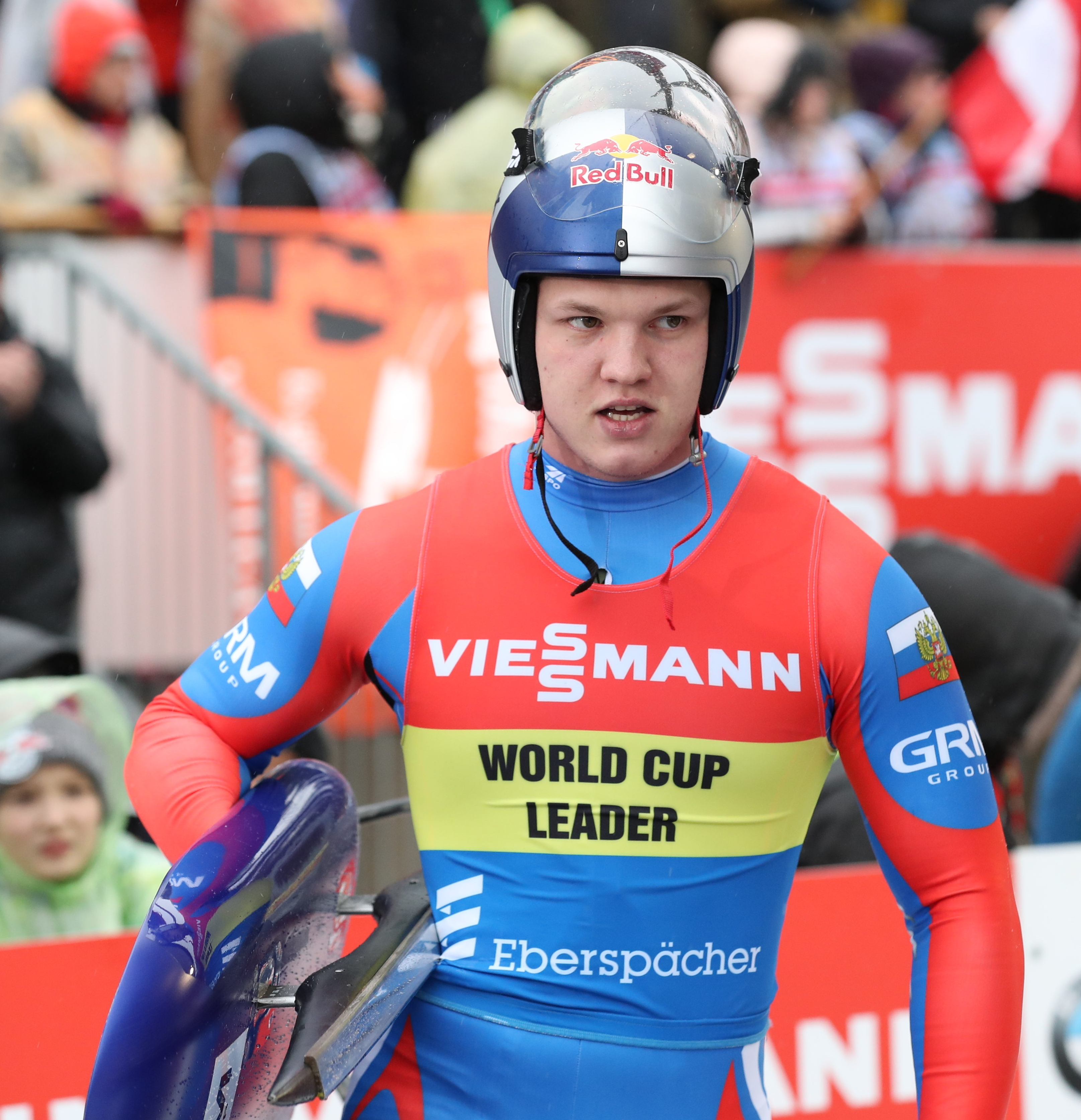
Roman Repilov, Weltmeister im Einsitzer der Männer

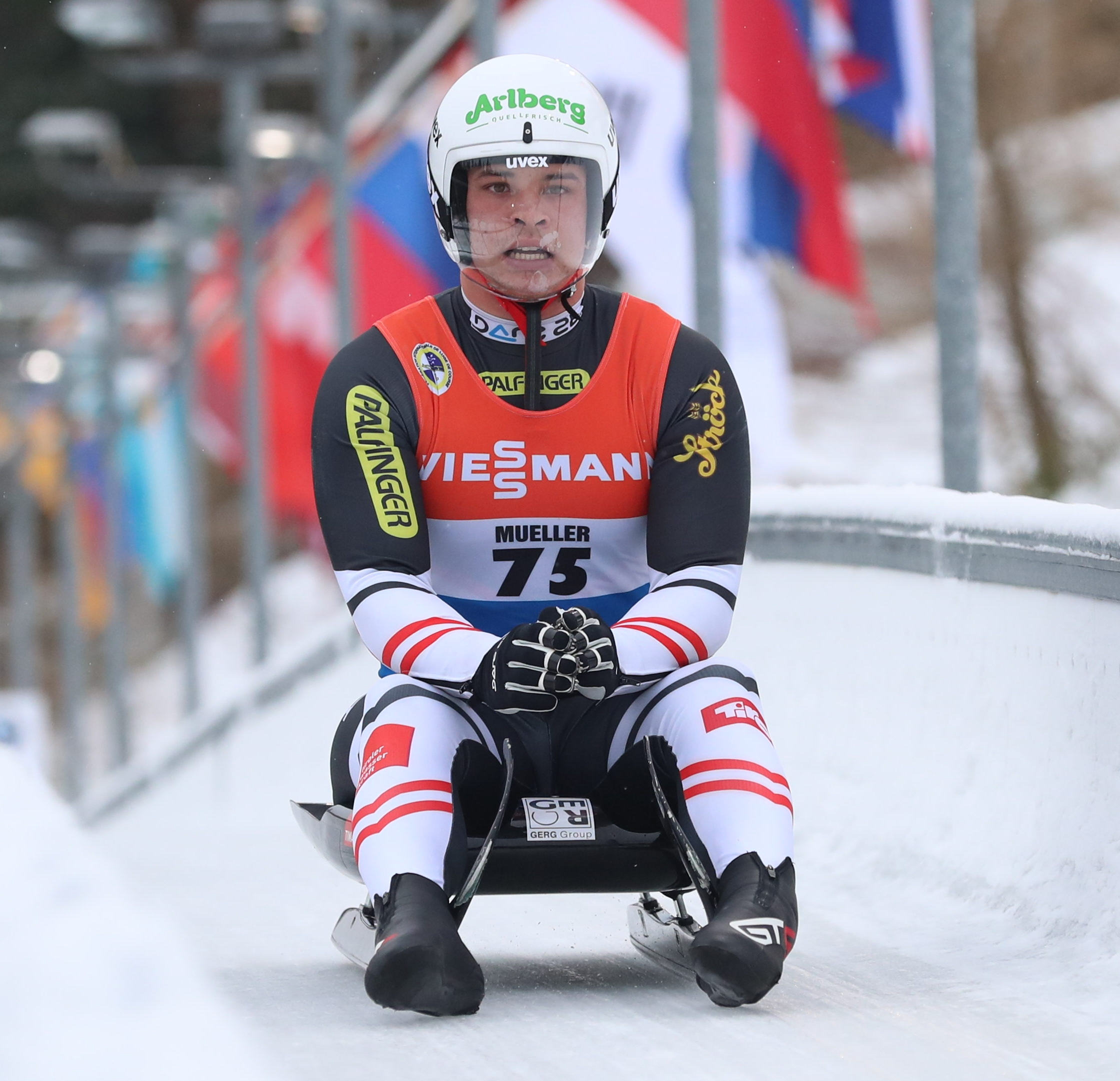
Jonas Müller, Vizeweltmeister im Einsitzer der Männer

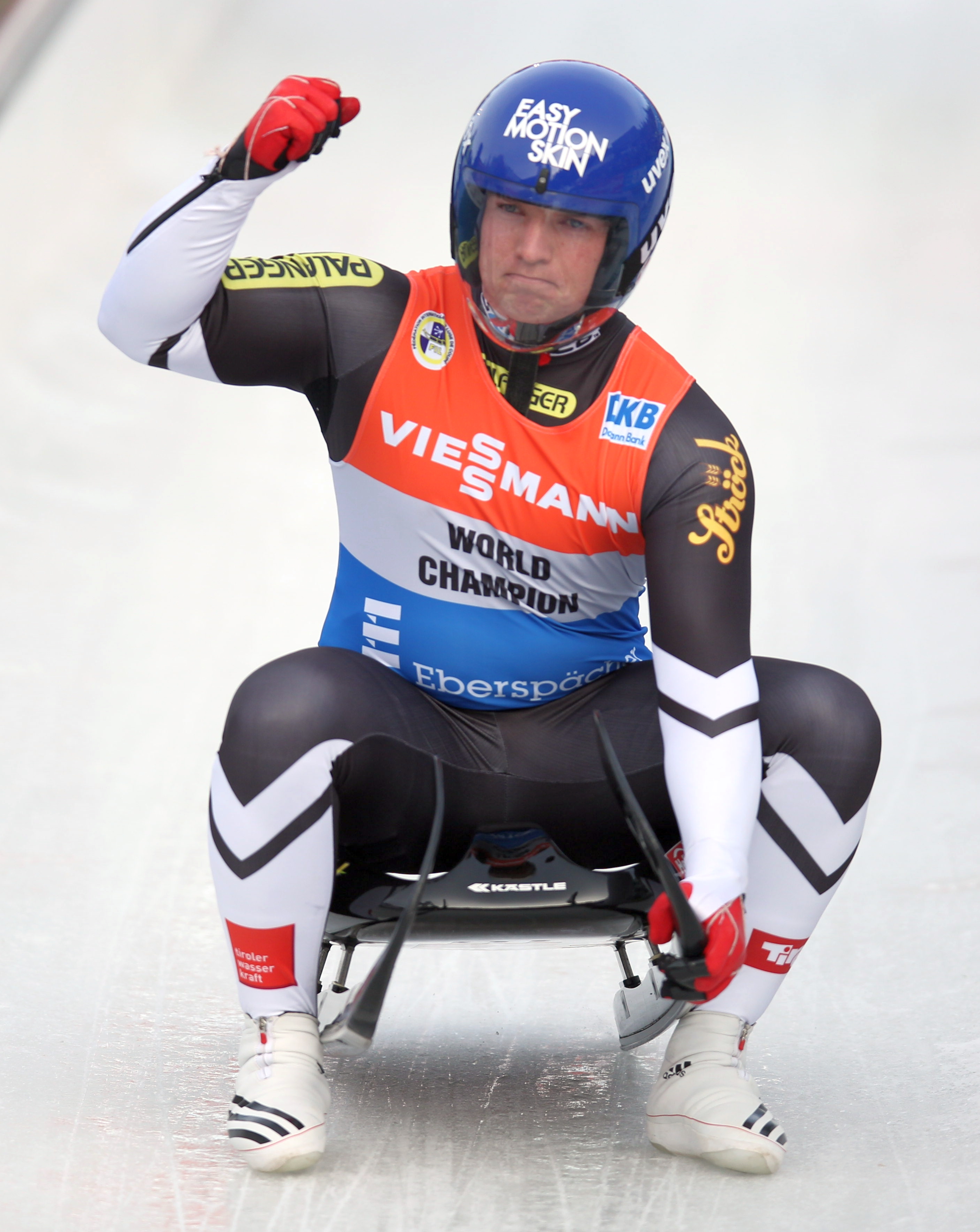
Wolfgang Kindl, Bronzemedaille im Einsitzer der Männer

| Platz | Sportler                | 1. Lauf       | 2. Lauf                                  | Gesamtzeit                               | Differenz                                |                                          |
| ----- | ----------------------- | ------------- | ---------------------------------------- | ---------------------------------------- | ---------------------------------------- | ---------------------------------------- |
| 1     | Roman Repilow           | 51,513 s (2)  | 51,586 s (2)                             | 1:43,099 Minuten                         |                                          |                                          |
| 2     | Jonas Müller            | 51,564 s (4)  | 51,567 s (1)                             | 1:43,131 Minuten                         | +0,032 s                                 |                                          |
| 3     | Wolfgang Kindl          | 51,646 s (6)  | 51,655 s (4)                             | 1:43,301 Minuten                         | +0,202 s                                 |                                          |
| 4     | Johannes Ludwig         | 51,539 s (3)  | 51,786 s (7)                             | 1:43,325 Minuten                         | +0,226 s                                 |                                          |
| 5     | Kristers Aparjods       | 51,768 s (11) | 51,614 s (3)                             | 1:43,382 Minuten                         | +0,283 s                                 |                                          |
| 6     | Alexander Gorbazewitsch | 51,610 s (5)  | 51,811 s (9)                             | 1:43,421 Minuten                         | +0,322 s                                 |                                          |
| 7     | Semjon Pawlitschenko    | 51,663 s (7)  | 51,790 s (8)                             | 1:43,453 Minuten                         | +0,354 s                                 |                                          |
| 8     | Kevin Fischnaller       | 51,762 s (9)  | 51,760 s (3)                             | 1:43,522 Minuten                         | +0,423 s                                 |                                          |
| 9     | Felix Loch              | 51,726 s (8)  | 51,817 s (10)                            | 1:43,543 Minuten                         | +0,444 s                                 |                                          |
| 10    | Dominik Fischnaller     | 51,878 s (15) | 51,706 s (5)                             | 1:43,584 Minuten                         | +0,485 s                                 |                                          |
| 11    | Maxim Arawin            | 51,763 s (10) | 51,890 s (11)                            | 1:43,653 Minuten                         | +0,554 s                                 |                                          |
| 12    | Jozef Ninis             | 51,831 s (13) | 51,906 s (12)                            | 1:43,737 Minuten                         | +0,638 s                                 |                                          |
| 13    | Inārs Kivlenieks        | 51,838 s (14) | 51,967 s (16)                            | 1:43,805 Minuten                         | +0,706 s                                 |                                          |
| 14    | Tucker West             | 51,976 s (16) | 51,908 s (13)                            | 1:43,884 Minuten                         | +0,785 s                                 |                                          |
| 15    | Riks Rozītis            | 52,088 s (19) | 51,929 s (15)                            | 1:44,017 Minuten                         | +0,918 s                                 |                                          |
| 16    | Sebastian Bley          | 52,176 s (20) | 51,916 s (14)                            | 1:44,092 Minuten                         | +0,993 s                                 |                                          |
| 17    | Jonathan Gustafson      | 52,069 s (18) | 52,093 s (17)                            | 1:44,162 Minuten                         | +1,063 s                                 |                                          |
| 18    | Artūrs Dārznieks        | 52,208 s (21) | 52,113 s (18)                            | 1:44,321 Minuten                         | +1,222 s                                 |                                          |
| 19    | Christopher Mazdzer     | 52,057 s (17) | 52,317 s (20)                            | 1:44,374 Minuten                         | +1,275 s                                 |                                          |
| 20    | Valentin Crețu          | 52,459 s (24) | 52,206 s (19)                            | 1:44,665 Minuten                         | +1,566 s                                 |                                          |
| 21    | Max Langenhan           | 52,450 s (23) | 52,319 s (21)                            | 1:44,769 Minuten                         | +1,670 s                                 |                                          |
| 22    | Mateusz Sochowicz       | 52,401 s (22) | 52,468 s (22)                            | 1:44,869 Minuten                         | +1,770 s                                 |                                          |
| 23    | Alexander Dmitriev      | 52,572 s (25) | 52,833 s (23)                            | 1:45,405 Minuten                         | +2,306 s                                 |                                          |
| 24    | Reinhard Egger          | 51,795 s (12) | 64,038 s (24)                            | 1:55,833 Minuten                         | +12,734 s                                |                                          |
| 25    | Svante Kohala           | 52,775 s (26) | Nicht für den zweiten Lauf qualifiziert. | Nicht für den zweiten Lauf qualifiziert. | Nicht für den zweiten Lauf qualifiziert. | Nicht für den zweiten Lauf qualifiziert. |
| 26    | Jakub Šimoňák           | 53,014 s (27) | Nicht für den zweiten Lauf qualifiziert. | Nicht für den zweiten Lauf qualifiziert. | Nicht für den zweiten Lauf qualifiziert. | Nicht für den zweiten Lauf qualifiziert. |
| 27    | Alexander Ferlazzo      | 53,065 s (28) | Nicht für den zweiten Lauf qualifiziert. | Nicht für den zweiten Lauf qualifiziert. | Nicht für den zweiten Lauf qualifiziert. | Nicht für den zweiten Lauf qualifiziert. |
| 28    | Kacper Tarnawski        | 53,079 s (29) | Nicht für den zweiten Lauf qualifiziert. | Nicht für den zweiten Lauf qualifiziert. | Nicht für den zweiten Lauf qualifiziert. | Nicht für den zweiten Lauf qualifiziert. |
| 29    | Michael Lejsek          | 53,187 s (30) | Nicht für den zweiten Lauf qualifiziert. | Nicht für den zweiten Lauf qualifiziert. | Nicht für den zweiten Lauf qualifiziert. | Nicht für den zweiten Lauf qualifiziert. |
| 30    | Lim Nam-kyu             | 53,296 s (31) | Nicht für den zweiten Lauf qualifiziert. | Nicht für den zweiten Lauf qualifiziert. | Nicht für den zweiten Lauf qualifiziert. | Nicht für den zweiten Lauf qualifiziert. |
| 31    | Rupert Staudinger       | 53,314 s (32) | Nicht für den zweiten Lauf qualifiziert. | Nicht für den zweiten Lauf qualifiziert. | Nicht für den zweiten Lauf qualifiziert. | Nicht für den zweiten Lauf qualifiziert. |
| 32    | Andrei Turea            | 53,416 s (33) | Nicht für den zweiten Lauf qualifiziert. | Nicht für den zweiten Lauf qualifiziert. | Nicht für den zweiten Lauf qualifiziert. | Nicht für den zweiten Lauf qualifiziert. |
| 33    | Luke Farrar             | 54,566 s (34) | Nicht für den zweiten Lauf qualifiziert. | Nicht für den zweiten Lauf qualifiziert. | Nicht für den zweiten Lauf qualifiziert. | Nicht für den zweiten Lauf qualifiziert. |
| 34    | Aleksei Dmitriev        | 54,377 s (35) | Nicht für den zweiten Lauf qualifiziert. | Nicht für den zweiten Lauf qualifiziert. | Nicht für den zweiten Lauf qualifiziert. | Nicht für den zweiten Lauf qualifiziert. |
| DNF   | David Gleirscher        | 51,466 s (1)  | DNF                                      |                                          |                                          |                                          |

### Doppelsitzer

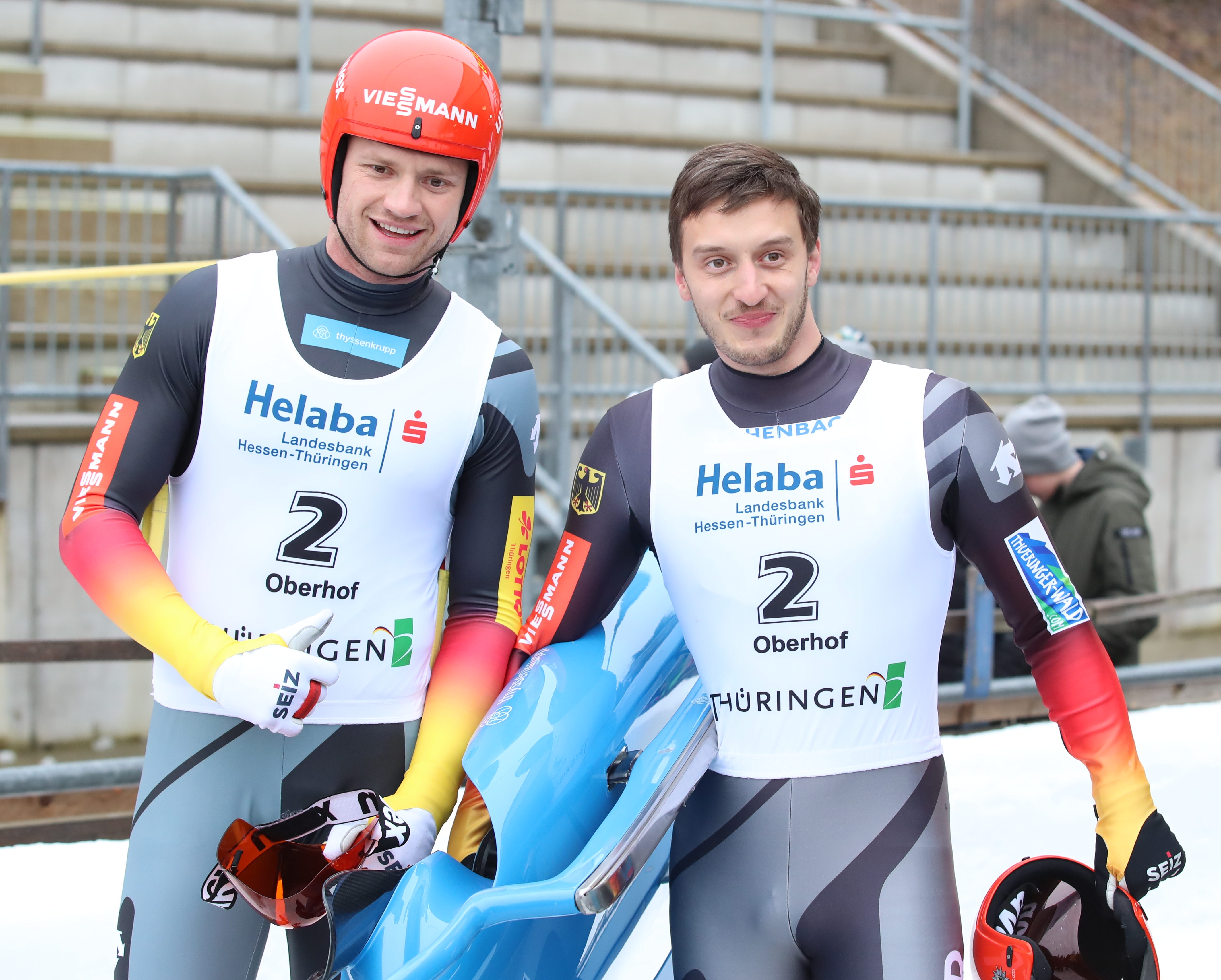
Toni Eggert und Sascha Benecken, Weltmeister im Doppelsitzer

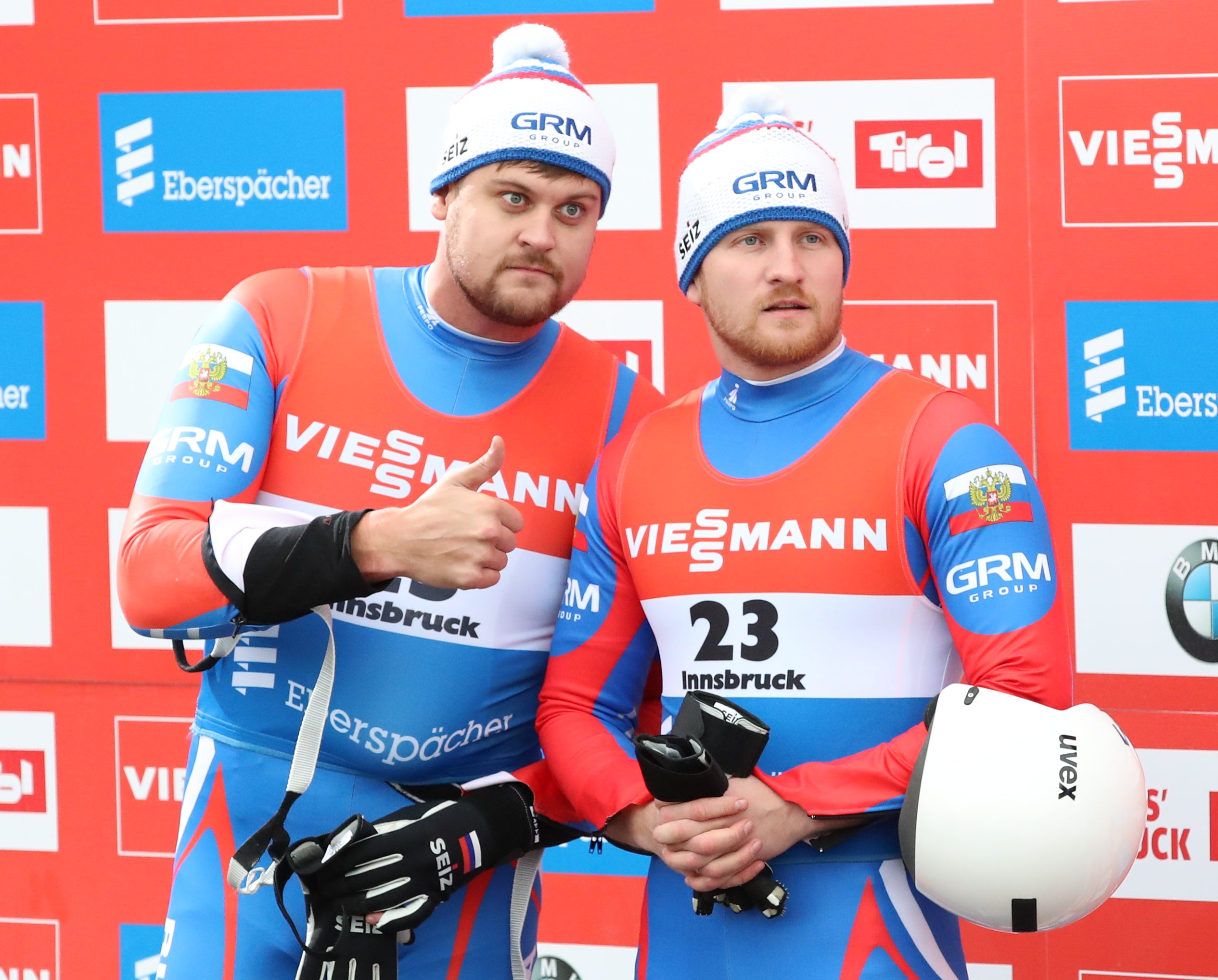
Alexander Denissjew und Wladislaw Antonow, Vizeweltmeister im Doppelsitzer

| Platz | Sportler                                | 1. Lauf       | 2. Lauf                                                   | Gesamtzeit                                                | Differenz                                                 |                                          |
| ----- | --------------------------------------- | ------------- | --------------------------------------------------------- | --------------------------------------------------------- | --------------------------------------------------------- | ---------------------------------------- |
| 1     | Toni Eggert/Sascha Benecken             | 49,568 s (1)  | 49,816 s (4)                                              | 1:39,384 Minuten                                          |                                                           |                                          |
| 2     | Alexander Denissjew/Wladislaw Antonow   | 49,723 s (3)  | 49,765 s (2)                                              | 1:39,488 Minuten                                          | +0,104 s                                                  |                                          |
| 3     | Tobias Wendl/Tobias Arlt                | 49,988 s (2)  | 49,838 s (5)                                              | 1:39,526 Minuten                                          | +0,142 s                                                  |                                          |
| 4     | Wsewolod Kaschkin/Konstantin Korschunow | 49,774 s (4)  | 49,813 s (3)                                              | 1:39,587 Minuten                                          | +0,203 s                                                  |                                          |
| 5     | Emanuel Rieder/Simon Kainzwaldner       | 49,842 s (5)  | 49,842 s (6)                                              | 1:39,684 Minuten                                          | +0,300 s                                                  |                                          |
| 6     | Wladislaw Juschakow/Juri Prochorow      | 49,875 s (6)  | 49,845 s (7)                                              | 1:39,720 Minuten                                          | +0,336 s                                                  |                                          |
| 7     | Oskars Gudramovičs/Pēteris Kalniņš      | 50,022 s (9)  | 49,921 s (8)                                              | 1:39,943 Minuten                                          | +0,559 s                                                  |                                          |
| 8     | Ivan Nagler/Fabian Malleier             | 50,010 s (8)  | 50,071 s (10)                                             | 1:40,081 Minuten                                          | +0,697 s                                                  |                                          |
| 9     | Robin Geueke/David Gamm                 | 50,001 s (7)  | 50,137 s (11)                                             | 1:40,138 Minuten                                          | +0,754 s                                                  |                                          |
| 10    | Andris Šics/Juris Šics                  | 50,441 s (14) | 49,700 s (1)                                              | 1:40,141 Minuten                                          | +0,757 s                                                  |                                          |
| 11    | Yannick Müller/Armin Frauscher          | 50,204 s (11) | 50,144 s (12)                                             | 1:40,348 Minuten                                          | +0,964 s                                                  |                                          |
| 12    | Ludwig Rieder/Patrick Rastner           | 50,308 s (12) | 50,223 s (13)                                             | 1:40,531 Minuten                                          | +1,147 s                                                  |                                          |
| 13    | Wojciech Chmielewski/Jakub Kowalewski   | 50,366 s (13) | 50,437 s (16)                                             | 1:40,803 Minuten                                          | +1,419 s                                                  |                                          |
| 14    | Park Jin-yong/Jung Myung-cho            | 50,494 s (16) | 50,325 s (14)                                             | 1:40,819 Minuten                                          | +1,435 s                                                  |                                          |
| 15    | Andrey Shander/Semen Mikov              | 50,473 s (15) | 50,415 s (15)                                             | 1:40,888 Minuten                                          | +1,504 s                                                  |                                          |
| 16    | Kristens Putins/Imants Marcinkēvičs     | 51,178 s (18) | 49,960 s (9)                                              | 1:41,138 Minuten                                          | +1,754 s                                                  |                                          |
| 17    | Slowakei/Matej Zmij                     | 50,738 s (17) | 50,749 s (17)                                             | 1:41,487 Minuten                                          | +2,103 s                                                  |                                          |
| 18    | Filip Vejdělek/Zdeněk Pěkný             | 51,578 s (19) | Nicht für den zweiten Lauf qualifiziert.                  | Nicht für den zweiten Lauf qualifiziert.                  | Nicht für den zweiten Lauf qualifiziert.                  | Nicht für den zweiten Lauf qualifiziert. |
| DSQ   | Chris Mazdzer/Jayson Terdiman           | 50,114 s (10) | Disqualifikation (irreguläre Temperatur der Laufschienen) | Disqualifikation (irreguläre Temperatur der Laufschienen) | Disqualifikation (irreguläre Temperatur der Laufschienen) |                                          |

### Teamstaffel

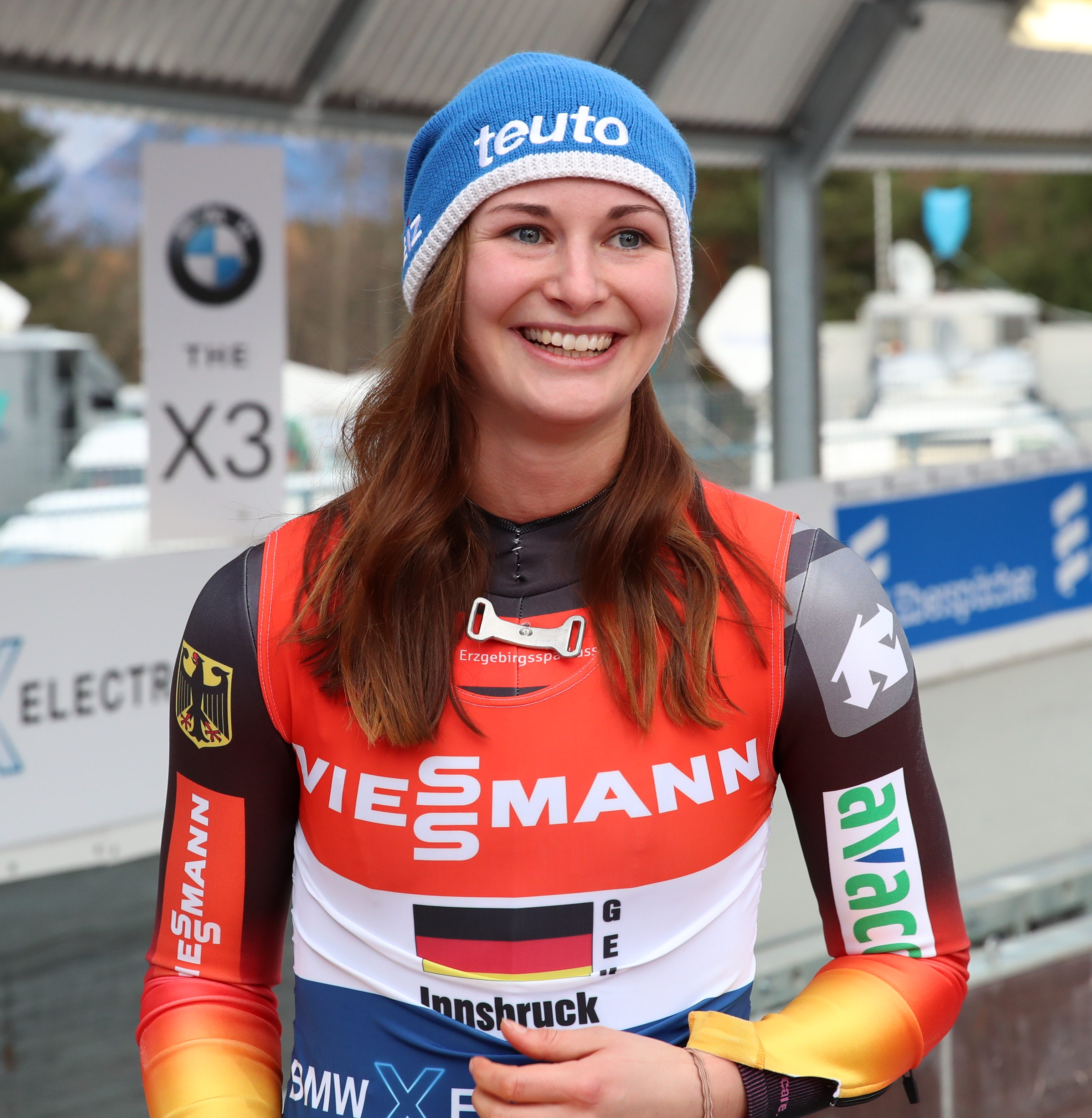
Julia Taubitz, Teamstaffel Deutschlands

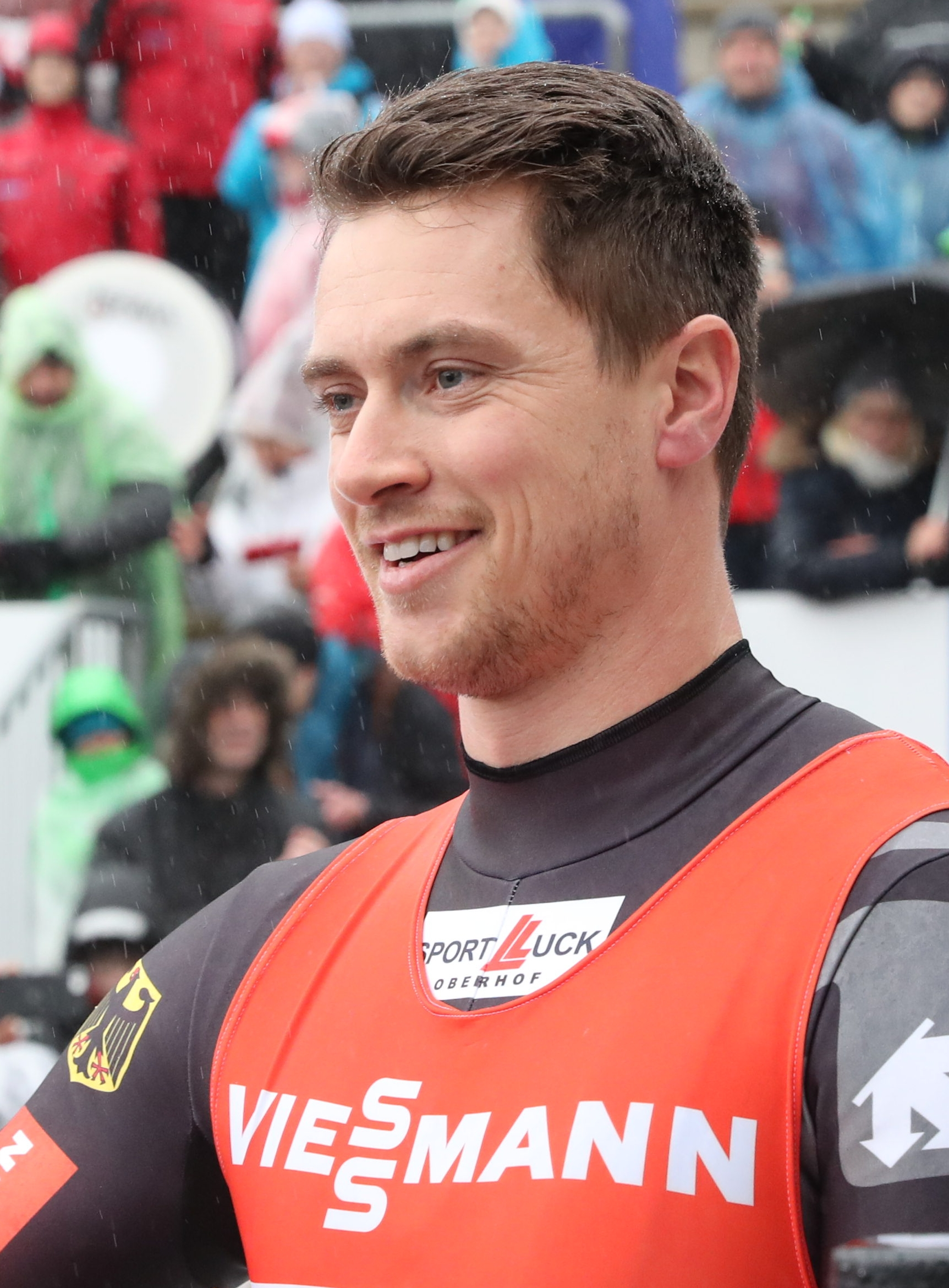
Johannes Ludwig, Teamstaffel Deutschlands

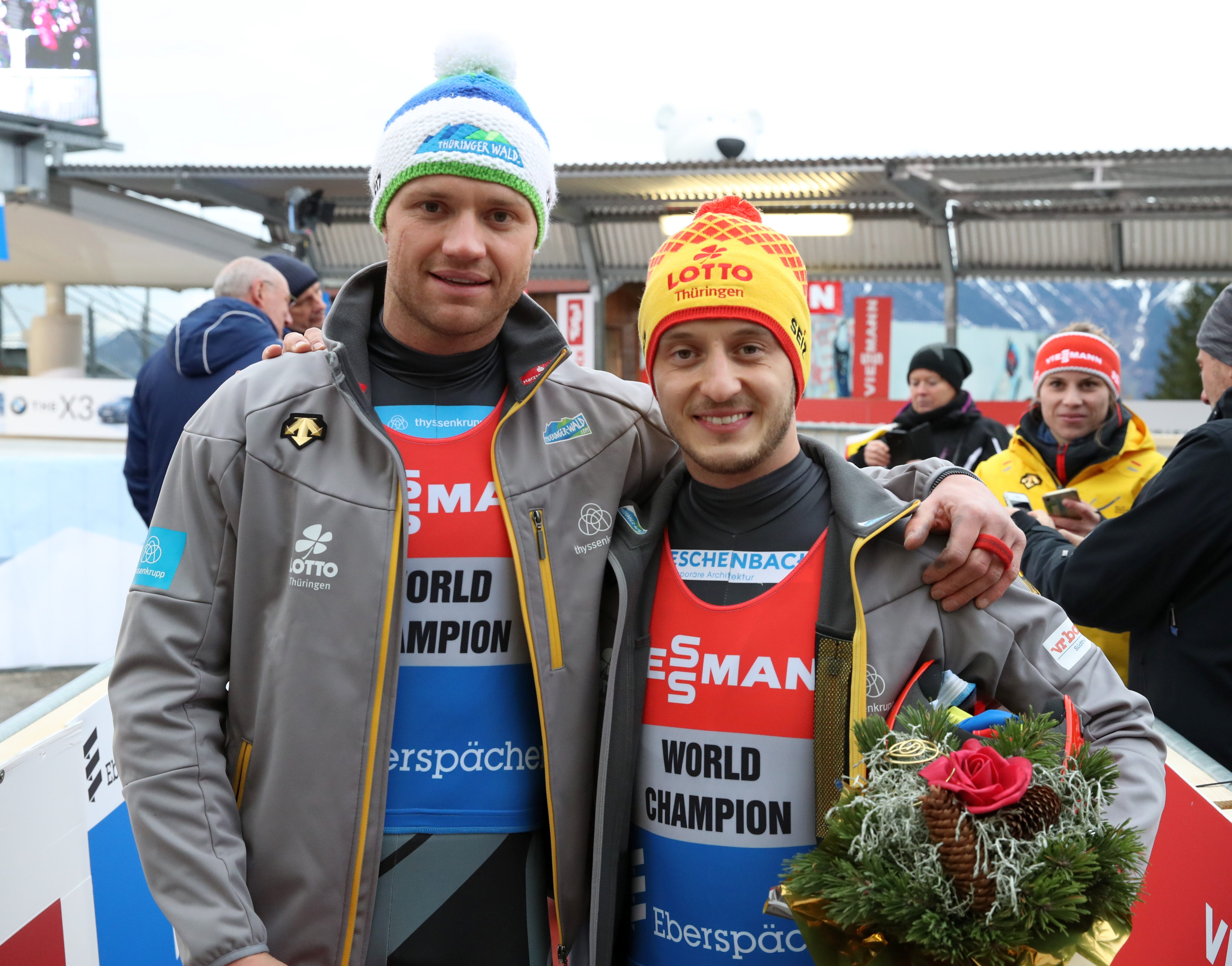
Toni Eggert und Sascha Benecken, Teamstaffel Deutschlands

| Platz | Sportler                                                                          | Endzeit                                                                            |
| ----- | --------------------------------------------------------------------------------- | ---------------------------------------------------------------------------------- |
| 1     | DeutschlandJulia Taubitz Johannes Ludwig Toni Eggert/Sascha Benecken              | 2:44,213 Minuten                                                                   |
| 2     | LettlandKendija Aparjode Kristers Aparjods Andris Šics/Juris Šics                 | 2:44,534 Minuten                                                                   |
| 3     | Vereinigte StaatenSummer Britcher Tucker West Christopher Mazdzer/Jayson Terdiman | 2:44,557 Minuten                                                                   |
| 4     | ItalienAndrea Vötter Dominik Fischnaller Emanuel Rieder/Simon Kainzwaldner        | 2:44,607 Minuten                                                                   |
| 5     | ÖsterreichMadeleine Egle Jonas Müller Yannick Müller/Armin Frauscher              | 2:45,223 Minuten                                                                   |
| 6     | SlowakeiKatarína Šimoňáková Jozef Ninis Tomáš Vaverčák/Matej Zmij                 | 2:46,297 Minuten                                                                   |
| 7     | PolenKlaudia Domaradzka Mateusz Sochowicz Wojciech Chmielewski/Jakub Kowalewski   | 2:46,872 Minuten                                                                   |
| 8     | SüdkoreaAileen Frisch Lim Nam-kyu Park Jin-yong/Jung Myung-cho                    | 2:48,041 Minuten                                                                   |
| 9     | TschechienMichaela Maršíková Michael Lejsek Filip Vejdělek/Zdeněk Pěkný           | 2:50,345 Minuten                                                                   |
| DSQ   | KasachstanTatiana Salnikova Alexander Dmitriev Andrey Shander/Semen Mikov         | Disqualifikation (Alexander Dmitriev verpasste das Touchpad zur Staffelübergabe)   |
| DSQ   | RusslandJekaterina Katnikowa Roman Repilow Alexander Denissjew/Wladislaw Antonow  | Disqualifikation (Jekaterina Katnikowa verpasste das Touchpad zur Staffelübergabe) |

## Medaillenspiegel
| Platz  | Land               | Gold | Silber | Bronze | Gesamt |
| ------ | ------------------ | ---- | ------ | ------ | ------ |
| 1      | Russland           | 5    | 2      | 1      | 8      |
| 2      | Deutschland        | 2    | 1      | 2      | 5      |
| 3      | Österreich         | 0    | 2      | 1      | 3      |
| 4      | Italien            | 0    | 1      | 1      | 2      |
| 4      | Lettland           | 0    | 1      | 1      | 2      |
| 5      | Vereinigte Staaten | 0    | 0      | 1      | 1      |
| Gesamt | Gesamt             | 7    | 7      | 7      | 21     |